# Festungsring Köln

Fortifikatorische Entwicklung der Stadt Köln (ohne äußeren Befestigungsring)

Die Stadt Köln wurde unter preußischer Verwaltung (seit 1815) mit einem doppelten Festungsring umgeben. Er musste aufgrund des Versailler Vertrags nach 1919 geschleift werden. Zusammen mit der römischen Stadtmauer, der mittelalterlichen Stadtmauer, dem inneren und dem äußeren preußischen Befestigungsgürtel finden sich in Köln Reste von vier Befestigungssystemen.

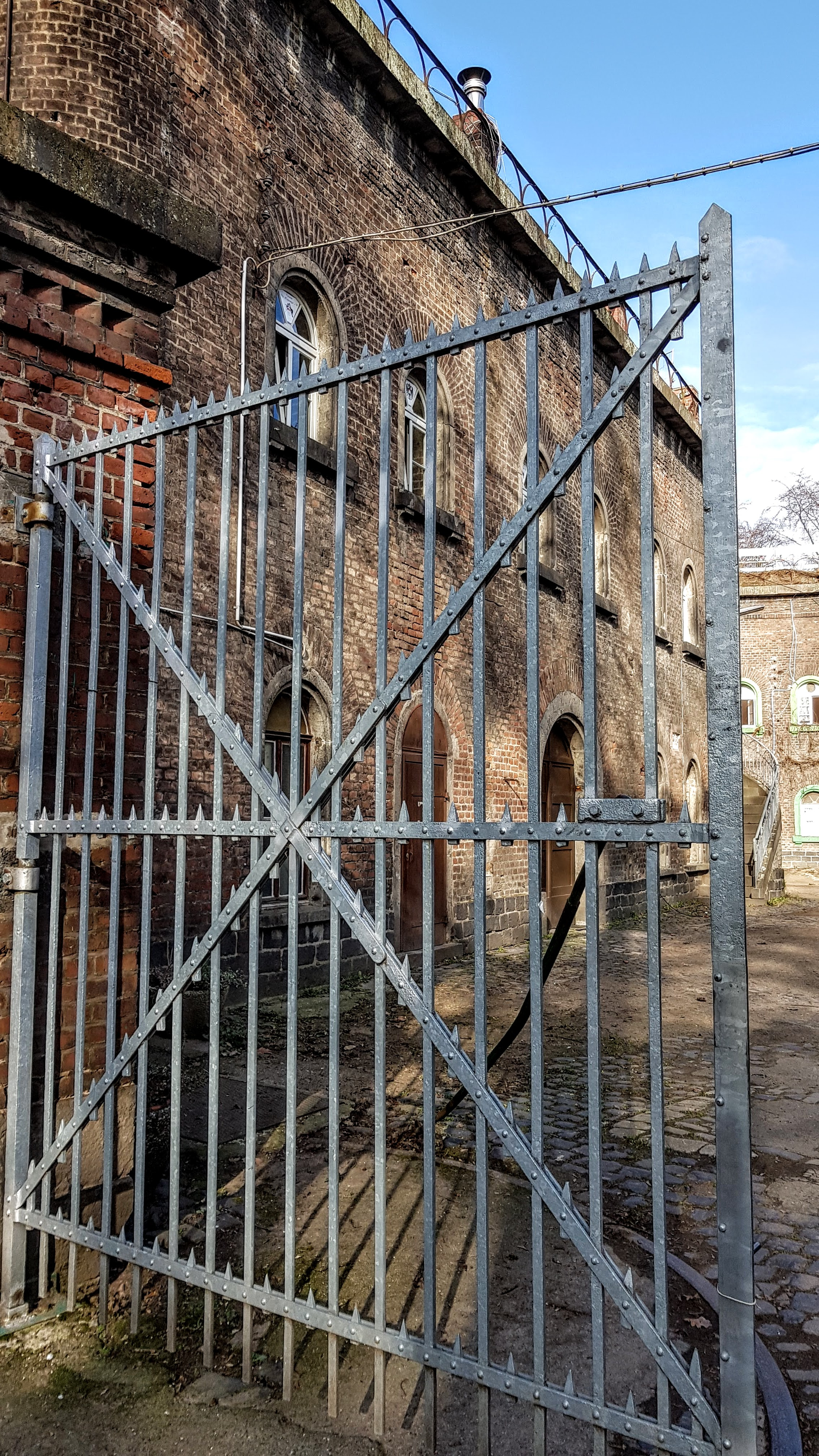
Originales, restauriertes Tor des Fort X am Neusser Wall

## Preußische Erweiterungen der mittelalterlichen Stadtmauer
- 1816–1819: Batterieturm nördlich des Bayenturms;
- 1821–1825: rheinwärtige Mauer ausgebaut;
- 1816–1854: Ausbau und Umbau der mittelalterlichen Befestigungsanlage (vgl. auch Rheinuferbefestigung);
- 1850–1860: Abbruch der rheinseitigen Stadtmauer;
- 1883–1885; Abbruch des mittleren Abschnitts; 1886: Abbruch des südlichen Abschnitts;
- 1886ff.: Abbruch des nördlichen Abschnitts;
- 1870–1914: Ausbau des Befestigungsrings unter Preußen
- 1880er Jahre ff.: Anlage der Ringstraße in der Neustadt auf den Bastionen
- 1882–1891: Bau der linksrheinischen Umwallung um die Neustadt unter Einbeziehung einiger Forts des inneren Festungsgürtels (Fort I, IX, X, XI)[1]
- nach 1918 (bis 1925?): Schleifen der preußischen Befestigungsanlagen
- heute: auf Landseite keine preußischen, sondern nur mittelalterliche Bauteile: Bottmühle, Severinstor, Ulrepforte, Mauerstück am Sachsenring, Hahnentor, Mauerstück am Hansaring, Eigelsteintor.

## Erweiterungsbauwerke
Als Reaktion auf die Bedrohung durch die Brisanzgranate verwandte man nun Beton, Stahlbeton und stählerne Panzerungen im Festungsbau. Deshalb wurden in den Jahren 1905 bis 1914 vor dem eigentlichen äußeren Festungsring eine Reihe betonierter Unterstände errichtet. Dadurch stieg die Anzahl der Werke des äußeren Festungsringes auf 177 Anlagen. Auch die Werke des inneren Festungsrings waren bis zum Ende des Ersten Weltkrieges noch besetzt.

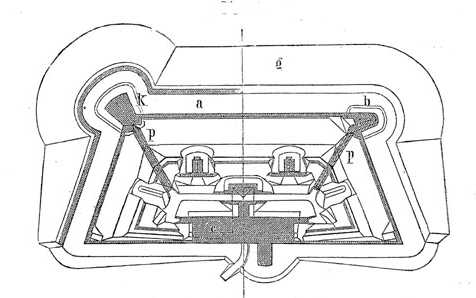
Grundriss eines Zwischenwerkes
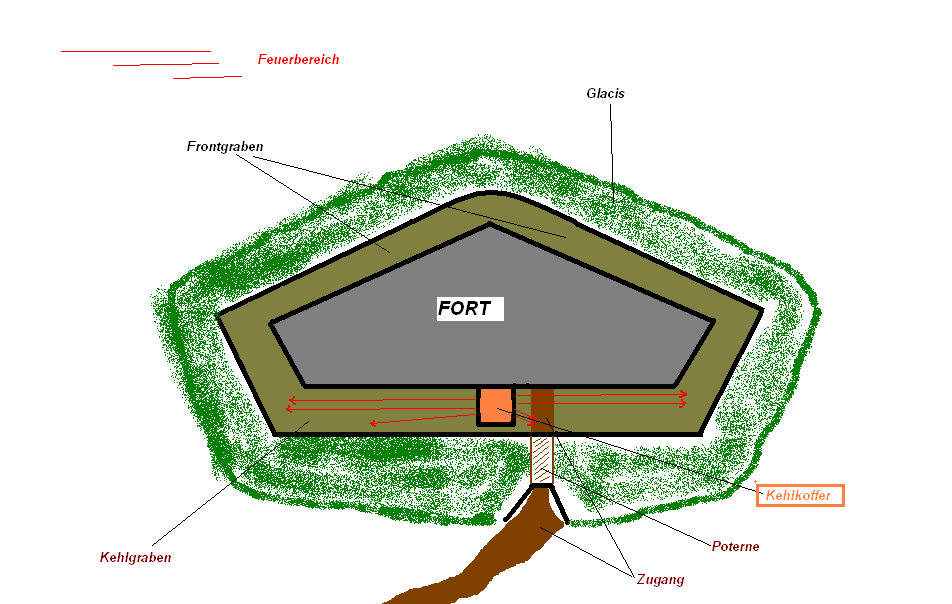
Elemente eines Forts (vereinfachte Darstellung)

## Besatzung und Bewaffnung
Geplant war eine Besatzung der Festung Köln in Kriegszeiten mit 50.000 Soldaten und 6000 Pferden. Die Werke waren mit insgesamt 450 Geschützen vom Kaliber 3,7 cm bis 21,0 cm bestückt. Hinzu kamen 120 stationäre und 280 mobile Scheinwerfer.

## Schleifung und Umgestaltung der Festungsringe
Auf Grund der Bestimmungen des Vertrages von Versailles musste Deutschland sämtliche Befestigungsanlagen auf beiden Seiten des Rheines beseitigen. Dem damaligen Kölner Oberbürgermeister Konrad Adenauer ist es zu verdanken, dass trotzdem diverse Festungsanlagen erhalten geblieben sind und die Festungsrayons ab 1924 im Rahmen von Arbeitsbeschaffungsmaßnahmen zum Kölner Grüngürtel umgestaltet wurden. Köln wurde damals zur sprichwörtlichen Stadt im Grünen. Die Gräben der Forts wurden meist zugeschüttet, dagegen blieben die Bauwerke der Kehle frei zugänglich.

## Der Festungsring Köln heute

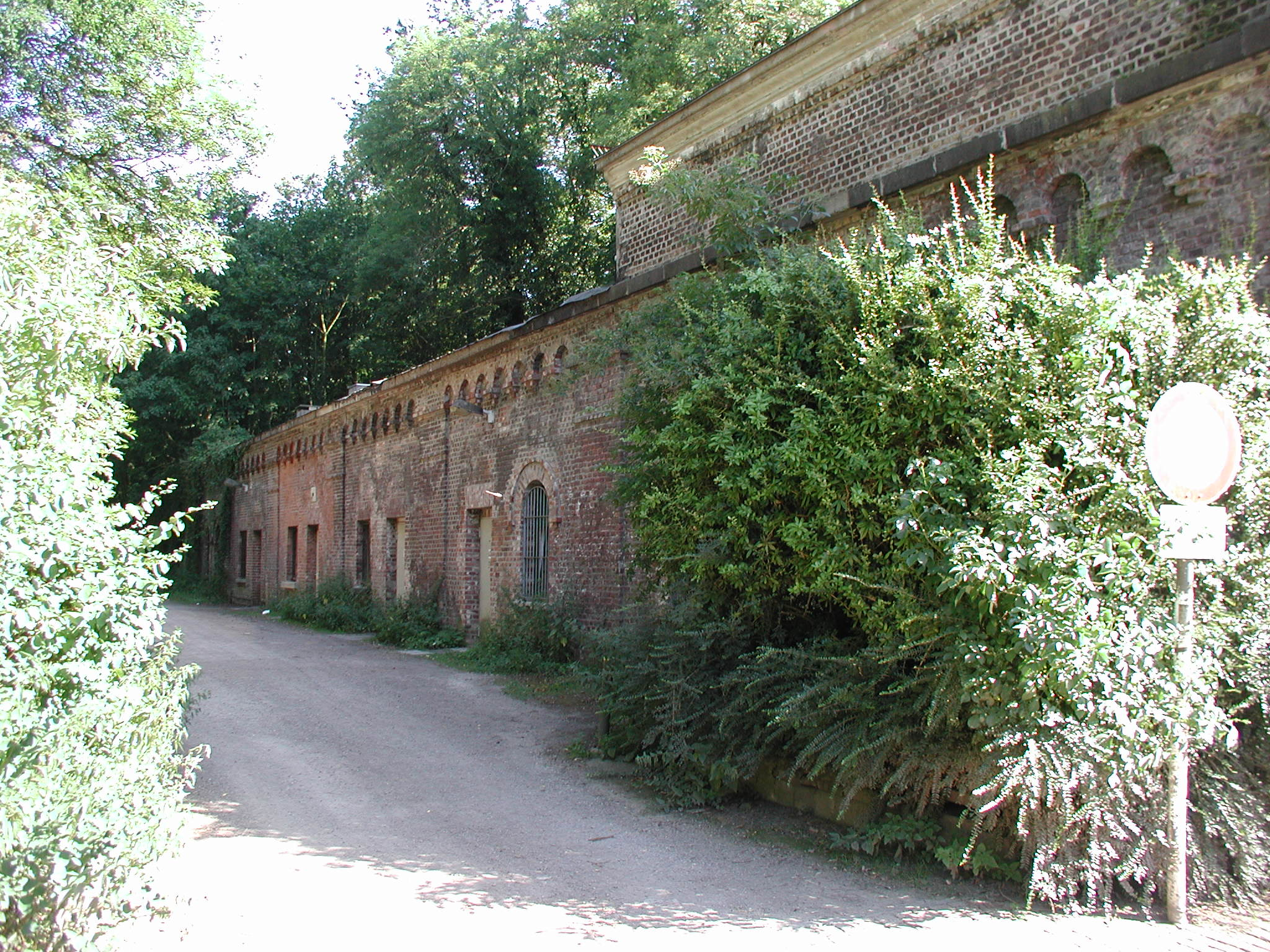
Fort VI (Deckstein) Seitenflügel

Die Militärringstraße, die auf der linken Rheinseite die Forts des äußeren Ringes miteinander verbindet, ist eine der vielen stark genutzten Ringstraßen um Köln. Auf dem größten Teil ihres Verlaufs führt sie durch eine parkähnliche Landschaft. Auf dem Rayon des Inneren Ringes verläuft die Ringstraße Innere Kanalstraße, Universitätsstraße, Weißhausstraße durch viel Grün.
Auch auf der rechten Rheinseite weisen Straßennamen auf den Militärring hin: Porzer Ringstraße, Gremberger Ring, Vingster Ring, Höhenberger Ring, Buchheimer Ring, Herler Ring, Mülheimer Ring, Neurather Ring, Höhenhauser Ring, Stammheimer Ring (Köln-Stammheim) Abschnitt (Fort XII mit Zwischenwerk XV).
Die Forts selbst sind in unterschiedlichem Zustand. Manche von ihnen werden von Vereinen genutzt, andere sind zugemauert und dienen als Refugien für Fledermäuse.

## Kriegspulvermagazine
Kriegspulvermagazin Nr. 1
Karl-Korn-Straße, in der Nähe der Bottmühle, 25. Mai 1818 bis Oktober 1819 errichtet; 1881 in städtischen Besitz übergegangen; jetzt Teil der Stollwercksiedlung; keine Spuren mehr sichtbar.
Kriegspulvermagazin Nr. 2
Kartäuserwall 40, nahe der Straße am Trutzenberg; 1838–1841 erbaut; 1904–1907 Bau der Kaiserin-Augusta-Schule und nach deren Zerstörung im Zweiten Weltkrieg 1955/56 Bau des Humboldt-Gymnasiums; keine Spuren mehr sichtbar.
Kriegspulvermagazin Nr. 3
Mauritiuswall/Schaevenstraße, 23. Juli 1821 bis Ende Dezember 1824 errichtet; 1881 in städtischen Besitz übergegangen; keine Spuren sichtbar.
Kriegspulvermagazin Nr. 4
Gereonswall 57/Kyotostraße, 1834 erbaut; 1881 in städtischen Besitz übergegangen; 1956–1958 Bau einer Grund- und Hauptschule auf dem Gelände; keine Spuren mehr sichtbar.
Kriegspulvermagazin Nr. 5
Gereonswall/Vogteistraße, 1828/29 erbaut; 1881 in städtischen Besitz übergegangen; keine Spuren mehr sichtbar.
Kriegspulvermagazin Nr. 6
Thürmchenswall 48–54, zwischen Domstraße und Unter Kahlenhausen; 1828/29 erbaut; 1881 in städtischen Besitz übergegangen; 1909–1911 Bau des Dreikönigengymnasium auf dem Gelände; 1948–1950 nach Zerstörung im Zweiten Weltkrieg Wiederaufbau der Schule, seit 1977 hier die Musikhochschule; keine Spuren mehr sichtbar.
Kriegspulvermagazin Deutz
Schaurtestraße 1828/29: erbaut; um 1907 in städtischen Besitz übergegangen, Bau des Deutzer Gymnasiums; keine Spuren mehr sichtbar.

## Umwallung Deutz
1818–1822 errichtet; ab 1907ff. Abbruch; keine Spuren sichtbar, lediglich die Straßenführung (Kasemattenstraße, Graf-Geßler-Straße, Reischplatz, Helenenwallstraße) als Verlauf der ehemaligen Wallstraße und die mit Basaltsteinen versehene Anhöhe in der Kasemattenstraße erinnern noch daran.

## Rheinuferbefestigung
Kaponniere Elsa-Brändström-Straße; um 1891 erbaut; 1907 in städtischen Besitz übergegangen; heute: Leerstand.
Kaponniere, heute allgemein unter Bastei bekannt; Konrad-Adenauer-Ufer 80; um 1891 erbaut; 1907 in städtischen Besitz übergegangen; um 1891 bis um 1924 über eine Treppe als Aussichtsplattform begehbar; 1924 Ausbau als Restauration nach dem Entwurf von Wilhelm Riphahn; nach Kriegsbeschädigungen 1958 Wiederaufbau; 1977 Renovierung; heute Gastronomiebetrieb; erhalten: Kaponiere mit Restaurantaufbau.
Malakoffturm Holzmarkt, um 1853 erbaut; Entwurf: Karl Schnitzler mit Bernhard Wilhelm Harperath; 1855 Namensgebung Malakoffturm; um 1898 umgenutzt als Maschinenhaus für die Drehbrücke im Rheinauhafen; heute: Nutzung unter anderem auch als Vereinsgebäude.
Kaponniere, Agrippinawerft, um 1891 erbaut; 1937 aufgestockt und seitdem bis 1998 Nutzung durch die Wasserschutzpolizei; ab 1998 private Nutzung.
Kehlmauer, zwischen Siegburger Straße und Deutzer Werft; 1818–1826 erbaut; 1970ff. teilweise niedergelegt; heute erhaltenes Teilstück etwa von Benjaminstraße bis Helenenwallstraße, rückseitiges Bodenniveau erhöht, südlicher Abschnitt auf der Rheinseite 2008/09 zubetoniert.

## Der innere Festungsring
Nachdem die Stadt am 15. Januar 1814 durch preußische Truppen befreit worden und auf dem Wiener Kongress an Preußen gefallen war, bestimmte am 11. März 1815 König Friedrich Wilhelm III., dass die Rheinlinie durch Forts verstärkt werden solle. Im Jahre 1816 begann man unter der Gesamtleitung des Generalmajors Gustav von Rauch, dem Generalinspekteur aller preußischen Festungen, und nach Plänen des preußischen Militärarchitekten Ernst Ludwig von Aster mit dem Bau von elf modernen Forts und sieben Lünetten, um die auf der linken Seite des Rheins liegende Stadt (die Forts mit den geraden Nummern, also 2, 4, 6, 8, 10 sowie sämtliche kleineren Werke und Pulvermagazine). Bautechnisch waren diese Forts im Grundriss symmetrische, hoch herausragende Backsteinbauten mit starken Sockel- und Eckquaderungen. Das rechtsrheinische Deutz, damals noch eine selbständige Stadt, wurde in diesen Ring mit eingebunden (drei Forts und zwei Lünetten).
Am 9. September 1825 besuchte König Friedrich Wilhelm III. die Stadt, um die fünf neuen Forts zu taufen und sie ihrer Bestimmung zu übergeben. Sie erhielten die Namen Rheinschanze (das spätere Fort 1), Großfürst Nikolaus (Fort 2), Erbgroßherzog Paul von Mecklenburg (Fort 4), Prinz Friedrich der Niederlande (Fort 6), Prinz Heinrich von Preußen (Fort 8) und Prinz Wilhelm von Preußen (Fort 10). In den Jahren 1834 bis 1835 wurde die Riehler Schanze gebaut (das spätere Fort 11). Zwischen 1841 und 1847 wurden die Forts mit den ungeraden Nummern erbaut. Diese Forts erhielten keine Namen mehr, sondern wurden lediglich durchnummeriert. Die rechtsrheinischen Forts 12 bis 14, die dicht vor der Stadtumwallung lagen, wurden zwischen 1857 und 1863 erbaut.
Das umfangreiche Bauvorhaben wurde 1863 abgeschlossen. Es war der modernste Festungsring jener Zeit in Europa. Die Festung Cöln war im Deutschen Reich mit 42,5 km Umfang und 182 Einzelwerken die wohl größte Festungsanlage. Die Forts bestanden im Wesentlichen aus Ziegelsteinen. Sie wurden mit römischen Ziffern durchnummeriert.

### Innerer Festungsring linksrheinisch
Fort I, ab 1880er Jahre benannt zu Fort Erbgroßherzog Paul von Mecklenburg,
Oberländer Wall 1; 1830 erbaut und vom König als Rheinschanze bezeichnet;1841–1847 zum Fort I umgebaut; Entwurf: Heinrich Ferdinand Schuberth mit Veränderungen von Ernst Ludwig von Aster und Carl Ferdinand Busse; 1882–1891 in die innere Umwallung mit einbezogen; 1911 Aufgabe als Festungswerk; 1914–1916 Entwurf der Gartenanlage Friedenspark durch Fritz Encke; 1919ff. Nutzung als Mensa der Universität zu Köln; 1926: Aufstellung des Kriegerdenkmals nach dem Entwurf von Otto Scheib und der bekrönenden Adler-Plastik von Georg Grasegger; 1939–1945 Flugabwehrstellung auf dem Dach des Reduits; in der Nachkriegszeit Außenstelle des Kölner Finanzamtes; 1971 Teilnutzung durch städtisches Gartenamt; heute: Jugendzentrum Köln e. V.; erhalten: Kernwerk mit Kriegerdenkmalaufbau, rheinwärtiger veränderter Flankenwall, rheinwärtiger Flankengraben und Facengraben, rheinwärtige Kaponiere, gesamtes Gelände in gärtnerischer Grundstruktur von Encke, allerdings ohne den von ihm damals gestalteten Blumenflor.
Fort II, Großfürst Nikolaus von Russland Bischofsweg/Marktstraße/Am Toten Juden, 11. November 1816 bis Dezember 1821 erbaut; Entwurf: Oberbaudeputation in Berlin unter Vorsitz von Schinkel, ausgeführt durch Major vom Platze Jachnuk und Bauinspektoren Elsner und Buschius; 1860er Jahre: Unterkunft von 252 Soldaten; Ende der 1880er Jahre als Festungswerk aufgegeben, einziges detachiertes Fort außerhalb der neuen inneren Umwallung gelegen; Mitte der 1930er Jahre Abbruch und Bau des Großmarktes; keine Spuren mehr sichtbar.
Fort III, Bonner Wall 108–110, 1843–1847 erbaut; Entwurf: Heinrich Ferdinand Schuberth mit Veränderungen von von Aster und Busse; 1860 Unterkunft für 178 Soldaten; 1882/85 als Festungsgefängnis eingerichtet; 1960er Jahre Abbruch; keine Spuren mehr sichtbar.
Fort IV, Erbgroßherzog Paul von Mecklenburg, Eifelstraße, im Volksgarten; 1822–1825 erbaut; Entwurf: Oberbaudeputation in Berlin unter Vorsitz von Schinkel, ausgeführt durch Jachnik, Elsner und Buschius; 1887–1889 umgenutzt zum ersten Kölner grünen Fort im Sinne der Romantik als Ruinenbestandteil im Park, Treppentürme aufgestockt; Entwurf: Adolf Kowallek; Nutzung durch Restaurationsbetrieb, zeitweise mit Sprudelausschank; 1930 Verbandstelle des Zweigvereins des Roten Kreuzes, ein Mieter; 1939: Verbandstelle des Zweigvereins des Roten Kreuzes und Zentrallager der Stadtverwaltungsdienststelle 824 (Gartenbau); nach 1945: Depot des Garten- bzw. Grünflächenamtes; seit 1983 Künstlerateliers; erhalten: Kernwerk, Enveloppentore, südöstlicher Flankengraben mit Eskarpen- und Kontereskarpenmauer.
Fort V, Zülpicher Straße 41, 1843–1847 erbaut; Entwurf: Heinrich Ferdinand Schuberth mit Veränderungen von von Aster und Busse; gegen Ende der 1880er Jahre als Festungswerk aufgegeben; spätestens 1886 in städtischem Eigentum; 1886–1888 Reduit als Verwaltungsbau und Laboratorium des von Stadtbaumeister Stübben geplanten Augustahospitals mit eingeschossigen Dachaufbau versehen und übrige Teile geschleift für die Errichtung der weiteren Bauten des Augustahospitals; Ende 1934 erste Räumlichkeiten der Mensa Academica für die neu gebaute Universität mit 700 Essen pro Tag; 1935/36 Chemisches Institut der Universität, seit 30. Oktober 1944 nach Bombenangriff offene Ruine; 1945ff. Universitätsgebäude; heute: Räume des Geographischen Instituts; 2002–2004 Sanierung und erneuter Dachaufbau; erhalten: Kernwerk.
Fort VI, Prinz Friedrich der Niederlande, Aachener Straße, Bauzeit 30. Dezember 1818 bis Ende 1823. Das 1823 fertiggestellte Fort VI des inneren Preußischen Festungsgürtels der Stadt Köln erhielt den Namen Prinz Friedrich der Niederlande. Es entstand südlich der Aachener Straße anstelle der früheren Lünette Nr. 8 zum Ende des Jahres 1823. Verantwortlich für Entwurf und Leitung war die Oberbaudeputation in Berlin unter Vorsitz von Schinkel, die Ausführung hatte der Major vom Platze Jachnik, Bauinspektor Elsner und Buschius. Die Anlage wurde vermutlich Ende der 1880er Jahre abgebrochen und hinterließ keine Spuren.
Fort VII, südlich der Venloer Straße, 1841–1846: erbaut, Entwurf: Heinrich Ferdinand Schuberth mit Veränderungen von Aster und Busse; Ende der 1880er Jahre als Festungsbauwerk aufgegeben; um 1912 Abbruch im Zuge der Anlage der Eisenbahnanlagen; heute: keine Spuren sichtbar.
Fort VIII, Prinz Heinrich von Preußen, auf dem Gelände des ehemaligen Gereonsgüterbahnhofs, 20. Mai 1822–1825 erbaut; Entwurf: Oberbaudeputation in Berlin; Ende der 1880er Jahre als Festungsbauwerk aufgegeben; um 1912 Abbruch im Zuge des Baus der Eisenbahnanlagen; heute: keine Spuren sichtbar.
Fort IX, laut Allerhöchster Kabinetts-Order vom 29. Oktober 1888 umbenannt in Prinz Friedrich der Niederlande, östlich der Escher Straße, 1843–1847 erbaut anstelle des Friedenspulvermagazins 6; Entwurf: Heinrich Ferdinand Schuberth mit Veränderungen von Ernst Ludwig von Aster und Carl Ferdinand Busse; Ende der 1880er Jahre in die innere Umwallung einbezogen; 1912: eine Wohnung, Lager und Stall; um 1912/13: Abbruch im Zuge des Baus der Eisenbahnanlagen; heute keine Spuren sichtbar.
Fort X, Prinz Wilhelm von Preußen, Neusser Wall 33, 4. Oktober 1819–1825 erbaut; Entwurf: Oberbaudeputation in Berlin, ausgeführt durch Jaschnik, Elsner und Buschius; Ende der 1880er Jahre in die innere Umwallung mit einbezogen; 1912: Wohnungen; 1914: Entwurf für ein grünes Fort von Fritz Encke; 1919/20 Ausführung der Gartenanlagen mit Rosengarten auf der Umwallung; 1930 im Reduit Büro des städtischen Gartenamtes, fünf oder sechs Mieter, davon ein Gärtner; 1939: Kameradschaftshaus der SS; nach 1945: Notunterkünfte; 1972 (laut Rheinischer Zeitung) genutzt durch vier Familien, Ratsbläser, Kaninchenzüchterverein, Pfadfinder, Lager der Stadt Köln, Grünflächenamt; 1978: acht Mieter; heute: Vereine, ein Mieter (Hausmeister); heute erhalten: Kernwerk, Umwallung mit Kasematten, Flanken- und Facengraben mit Eskarpen- und Kontereskarpenmauern sowie Minengalerien.
Lage: 50° 57′ 27,8″ N, 6° 57′ 41,6″ O

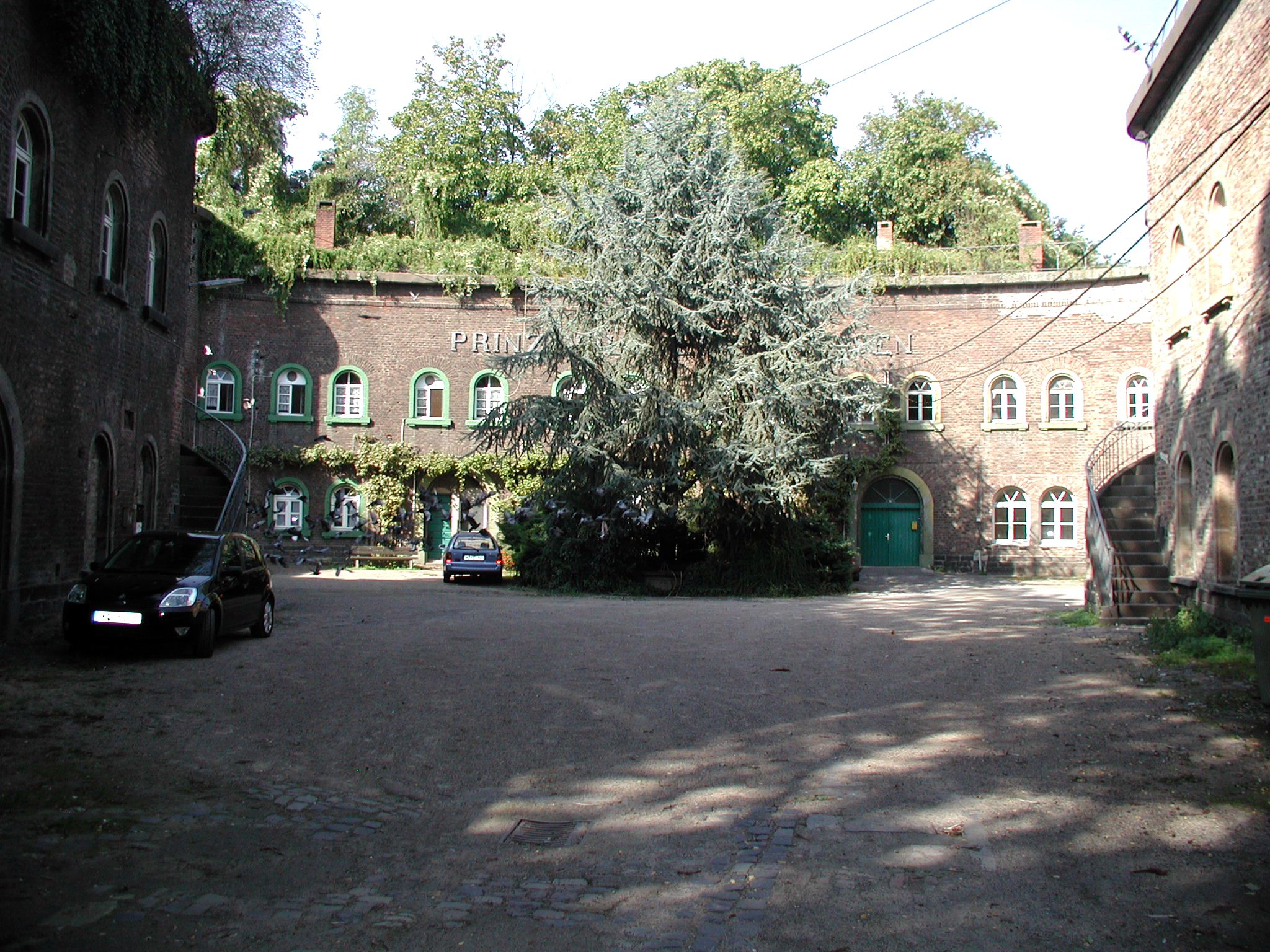
Innenhof Fort X
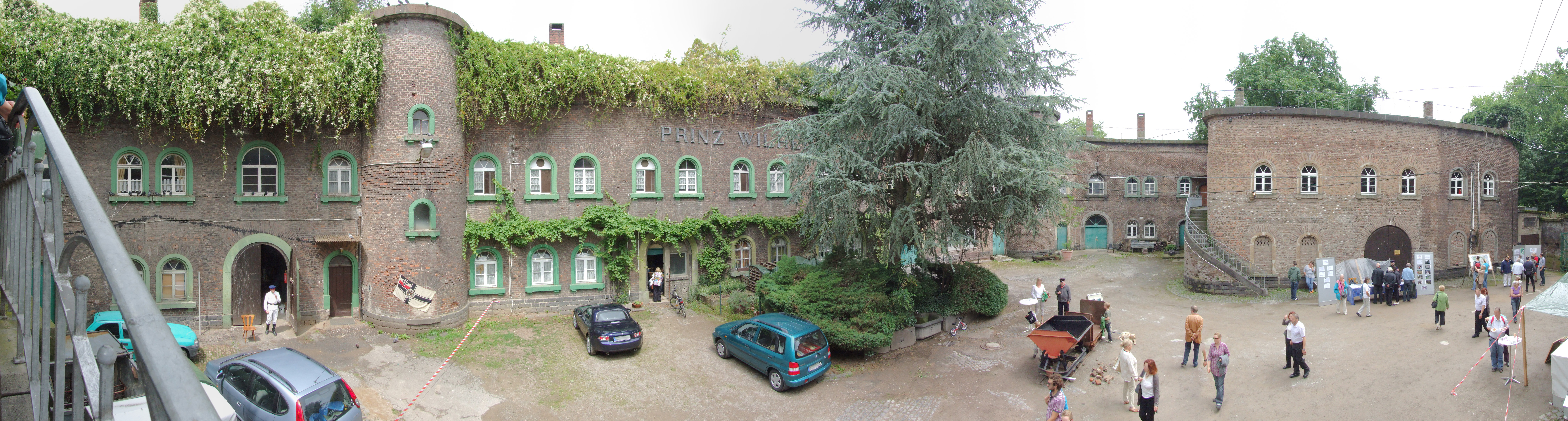
Innenhof Panorama
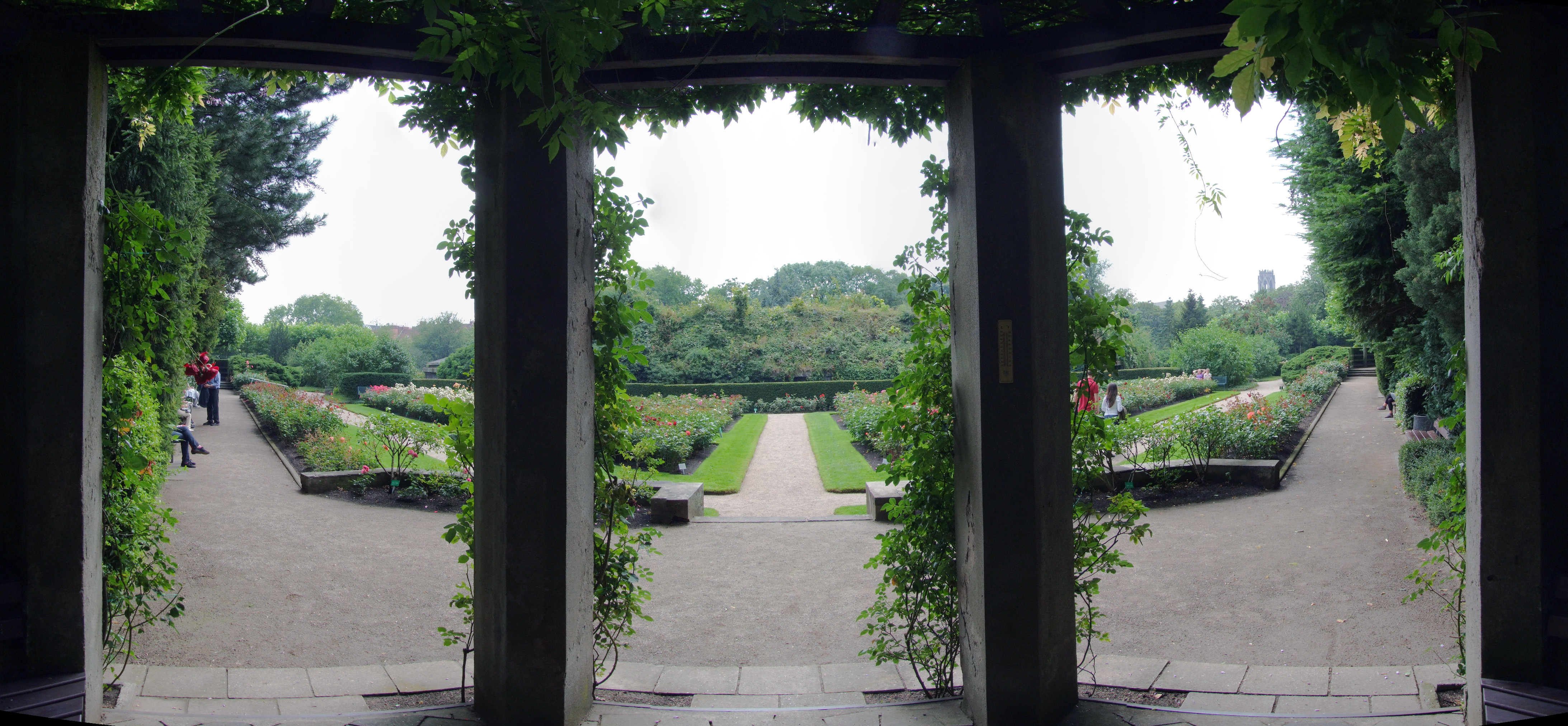
Rosengarten auf Fort X, Blick aus dem Pavillon

Fort XI, laut Allerhöchster Kabinetts-Order vom 29. Oktober 1888 umbenannt in Prinz Heinrich von Preußen, Niederländer Ufer; 1834/35: erbaut als Riehler Schanze; 1843–1847: Neubau als Fort nach dem Entwurf von Heinrich Ferdinand Schuberth mit Veränderungen von Ernst Ludwig von Aster und Carl Ferdinand Busse; Ende der 1880er Jahre: Einbeziehung in die innere Umwallung; um 1912: Teilabbruch; Zweiter Weltkrieg: Notkrankenhaus; seit 1950er Jahre: auf dem Gelände: Jugendherberge; seit 1997: Skulpturenpark; heute: keine Spuren sichtbar.

### Innerer Festungsring rechtsrheinisch
Fort XV, Rheinpark, frühere Bezeichnung Fort XII; 1845/46: erbaut als Lünette am Rhein; 1857: Abbruch der Lünette; 1858/59: Bau des Forts anstelle der Lünette nach dem Entwurf von Heinrich Ferdinand Schuberth mit Veränderungen von Ernst Ludwig von Aster und Carl Ferdinand Busse; 1913/14: Abbruch des Reduits, Graben, Umwallung weitgehend erhalten und Aufbau eines Restaurantbetriebes der Deutschen Werkbundausstellung (1914) nach dem Entwurf von Wilhelm Kreis sowie dazugehöriger Grüngestaltung nach dem Entwurf von Fritz Encke; Zweiter Weltkrieg: teilzerstört; 1956/57: Umwallung teilweise eingeebnet bzw. Erdanschüttung auch verschoben sowie Bau eines Parkcafés auf der östlichen Kaponiere für die Bundesgartenschau nach dem Entwurf von Rambald von Steinbüchel-Rheinwall sowie Wall- und Grabenveränderung mit Grüngestaltung nach Entwurf von Günther Schulze und Joachim Winkler; heute: erhalten: Andeutungen eines Graben- und Wallteilers.
Fort XIV, Deutz-Mülheimer Straße, frühere Bezeichnung Fort XIII; 1857–1859 erbaut an Stelle der früheren Lünette 8, Entwurf: Heinrich Ferdinand Schuberth mit Veränderungen von Ernst Ludwig von Aster und Carl Ferdinand Busse; um 1910 abgebrochen und auf dem Gelände Paketpostamt errichtet; ab etwa 2000: Designzentrum, Hotel und Verwaltungsgebäude der Lufthansa; heute: keine Spuren sichtbar.
Fort XIII, Fort Rauch, Siegburger Straße, frühere Bezeichnung Fort XV; 1861–1863: entstanden durch den Umbau der Lünette am Windmühlenberg von 1855; vor dem Ersten Weltkrieg: Artilleriedepot; 1930: fünf Mieter, ein Lager, fünf Gewerbebetriebe; 1939: fünf Mieter, zwei Lager, sieben Gewerbebetriebe; 1951: 17 Mieter, fünf Betriebe, Sportverein Deutz 05; um 1958/59: Abbruch, heute: erhalten: eine Kaponniere im Keller eines Gebäudes der Strabag.

### Lünetten linksrheinisch
Lünette 1, auf der Alteburger Straße sowie auf dem Gelände der heutigen Maternuskirche; 1820/21 erbaut als Friedenspulvermagazin; 1832 umgebaut als Lünette; heute: keine Spuren im Gelände sichtbar.
Lünette 2, Zugweg/Rolandstraße sowie auf dem Gelände der kath. Grundschule; 1820/21 erbaut als Friedenspulvermagazin; 1832 umgebaut zur Lünette; heute: keine Spuren im Gelände sichtbar.
Lünette 3, Volksgartenstraße, im Volksgarten, südlich der Kreuzung Volksgartenstraße/Kleingedankstraße; 1818/19 erbaut als Friedenspulvermagazin; 1831/32 umgebaut zur Lünette; 1887–1889 umgestaltet bzw. eingebunden in Anlage des Volksgarten nach dem Entwurf von Adolf Kowallek; Ende der 1880er Jahre Umbau zur Wohnung des Gartendirektors (Kowallek und später Encke). 1929 Büro des städtischen Gartenbezirks 1, Verbandstelle der Zweigstelle des Roten Kreuzes, zwei Mieter, davon ein Gärtner; 1939: Büro des städtischen Gartenbezirks, ein bis zwei Mieter, davon ein Gärtner; nach 1945: Entkernung und neues Dach, Nutzung durch das Grünflächenamt zur Überwinterung von Kübelpflanzen, daher Bezeichnung Orangerie; 1978: Gaststätte, zwei Mieter, davon ein Gärtner; ab 1991 als Proberaum des Healing Theatre im Winter; ab 2000: ganzjährig als Theaterhaus genutzt; heute: im Kellergeschoss noch Magazingebäude/Reduit der Lünette erhalten, zudem Reststück des Walls mit drei Kasematten.
Lünette 4, auf der Kreuzung Lindenstraße/Roonstraße; 1818/19 erbaut als Friedenspulvermagazin; 1832: umgebaut als Lünette, keine Spuren sichtbar.
ehemalige Lünette 5, am Krefelder Wall/Krefelder Straße; 1821 als Friedenspulvermagazin erbaut; 1841: ersetzt durch den Bau von Fort IX, keine Spuren sichtbar.
Lünette 5, auf der Neuen Maastrichter Straße an der Brüsseler Straße; 1818/19 erbaut als Friedenspulvermagazin, keine Spuren sichtbar.
Lünette 6, im Baublock Gladbacher, Gilbach- und Spichernstraße; 1841: erbaut, keine Spuren mehr sichtbar.
Lünette 7, auf der Kreuzung Hülchrather/Weißenburgstraße; 1818/19: erbaut als Friedenspulvermagazin; 1832: umgebaut als Lünette, keine Spuren mehr sichtbar.

### Lünetten rechtsrheinisch
Lünette 1, Am Judenfriedhof, heute Deutzer Stadtgarten, frühere Bezeichnung Lünette IX; 1855 erbaut als defensibles Friedenspulvermagazin mit der Bezeichnung Am Judenfriedhof; 1859–1864 zur Lünette umgebaut; 1919/20: umgestaltet zum grünen Fort, Entwurf: Fritz Encke, Nutzung als Gastwirtschaft; nach 1967: Bauwerk wegen Baufeuchtigkeit zerstört; heute: im Grüngelände Grundriss und Umriss in etwa noch ablesbar.
Lünette 2, östlich des Altbaus des Eduardus-Krankenhauses, frühere Bezeichnung Lünette IX; 1828/29: als defensibles Friedenspulvermagazin erbaut; 1832/33: umgebaut zur Lünette; Ende der 1990er Jahre: Beseitigung der letzten Geländespuren; heute: Erweiterungsbau des Eduardus-Krankenhauses.

## Innere Stadtumwallung
1882–1891 erbaut (Mittlerer Abschnitt ab September 1882ff., südlicher Abschnitt ab 1883ff., nördlicher Abschnitt ab 1886), Abbruch 1911–1972.
Front I, Elsa-Brandstöm-Straße, Neusser Wall; 1886–1890: erbaut; heute: nicht mehr sichtbar.
Front II, Neusser Wall, Krefelder Wall; 1886–1890: erbaut; heute: nicht mehr sichtbar.
Front III, Gladbacher Wall, Media Park; 1882–1887: erbaut heute vorhanden: Kaponniere am Gladbacher Wall.
Front IV, Gladbacher Straße; 1882–1887: erbaut; heute: nicht mehr sichtbar.
Front V, Venloer Wall, Ludolf-Camphausen-Straße; 1882–1887: erbaut; heute nicht mehr sichtbar.
Front VI, Schmalbeinstraße, Innerer Grüngürtel im Bereich des ehemaligen Lindenwalls, westlich parallel zur Moltke- und Lützowstraße; 1882–1887: erbaut; heute: nicht mehr sichtbar.
Front VII, Zülpicher Wall und Universitätsgelände; 1882–1887: erbaut; heute: nicht mehr sichtbar.
Front VIII, Luxemburger Wall, Eifelwall; 1882–1887: erbaut; heute: nicht mehr sichtbar, Abbruch Mittelkavalier VIII 1959
Front IX, Vorgebirgstraße, Bonner Wall; 1883–1888: erbaut; 1972: Kavalier als letzter Abschnitt beseitigt, nur ein Teilstück der Kontereskarpenmauer zwischen den Gleisen erhalten.
Front X, Bonner Wall, Alteburger Wall; 1883–1888: erbaut; nach dem Zweiten Weltkrieg: geschleift.
Front XI, Alteburger Wall, Oberländer Wall; 1883–1888: erbaut; heute: nicht mehr sichtbar.

## Der äußere Festungsring

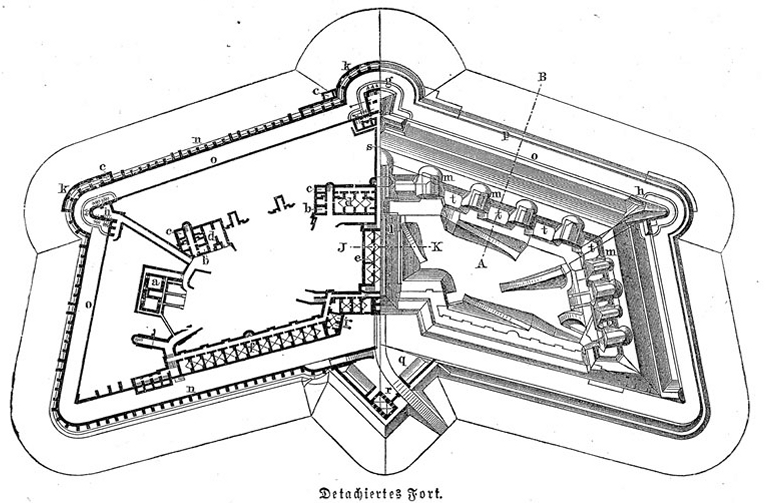
Grundriss eines Hauptwerkes

Die Entwicklung von Belagerungsgeschützen mit immer größer werdender Reichweite, die Entwicklung der Kölner Vorstädte wie Köln-Ehrenfeld, die sich auch in Richtung auf den Festungsring hin entwickelten, erzwang nach dem Krieg von 1870/1871 den Bau eines weiteren Festungsringes mit 16 Kilometern Durchmesser. Auch diesmal wurden weite Teile der Stadt auf der rechten Seite des Rheines in die Befestigungen eingeschlossen. Der Festungsring bestand aus 12 Hauptwerken und insgesamt 23 Zwischenwerken, die zwischen die Hauptwerke eingeschoben wurden. 1880 wurde dieser Festungsring fertig gestellt, er galt aber bereits seit 1886 als veraltet. Der Grund dafür lag in der Einführung von Brisanzgranaten mit Zeitzünder, die sich bei einem Treffer tief in das Erdreich bohrten und dann erst explodierten. Die Kombination aus Ziegeln und Erdwällen bot gegen eine solche Bedrohung keinerlei Schutz.
Die Hauptwerke erhielten wieder römische Ziffern zur Identifizierung, die Zwischenwerke erhielten die gleiche Ziffer wie ihr zugehöriges Hauptwerk und die Kleinbuchstaben a, b oder c zur Unterscheidung. Außerdem wurden die stadtseitigen Fassaden der Anlagen leicht unterschiedlich gestaltet, um den stationierten Soldaten die Identifizierung ihrer Festung zu erleichtern. Die einzelnen Forts wurden auf der linksrheinischen Seite durch die Militärringstraße miteinander verbunden, die auch heute noch eine erhebliche Verkehrsbedeutung für die Stadt besitzt.

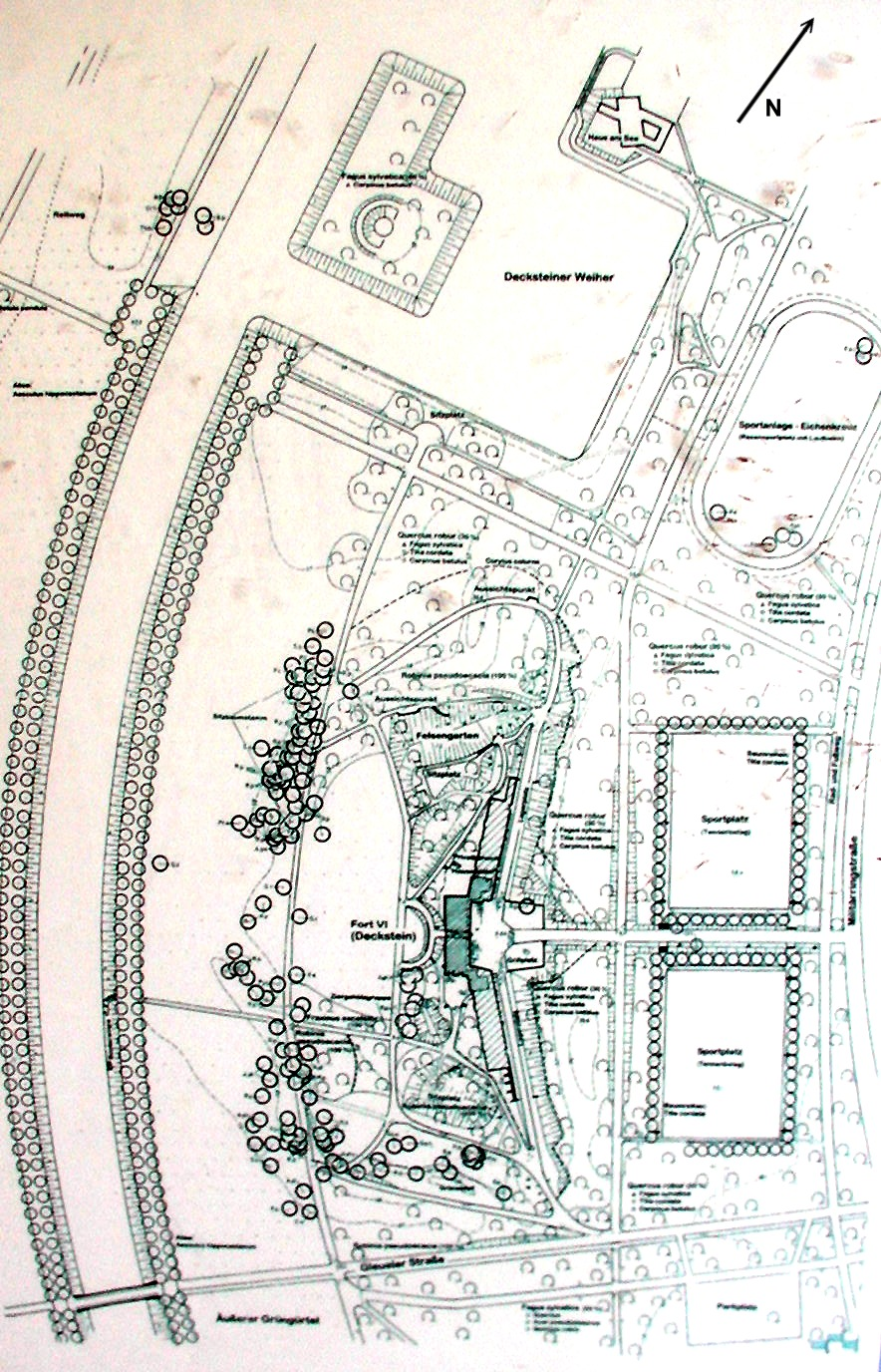
Skizze Fort VI mit Decksteiner Weiher

### Äußerer Festungsring linksrheinisch
Fort I, (Niehl), Bremerhavener Straße, auf dem jetzigen Fordgelände; 1874–1877: erbaut; 1922/23: geschleift; heute: keine Spuren im Gelände sichtbar.
Lage (geschätzt): 51° 0′ 8,4″ N, 6° 57′ 30,1″ O
Zwischenwerk Ib, (Niehl), Bremerhavener Straße; nordwärts des Schnittpunktes Neusser Straße/Militärring; 1876/77: erbaut; 1921 geschleift; 1926: auf dem Gelände die Firma von Glanzstoff-Courtaulds erstellt; heute: ganz geringfügige Erhebungen als Spuren am Rand des Geländes sichtbar.
Zwischenwerk IIa, (Niehl/Longerich), östlich des Bergheimer Weges, nördlich des Militärrings und südlich des Kasernengeländes; 1876/77: erbaut; 1920/21: zum Teil geschleift, Erhalt der Kehlkaserne mit ausgebauten Sporträumen sowie des Flanken- und Kehlgraben mit Grabenstützmauern; 1923: Entwurf der Grüngestaltung mit Sport- und Volkswiese von Fritz Encke; 1926, 1929: Anlage des von Theodor Nußbaum überarbeiteten Entwurfs; 1930: ein Mieter (Gärtner) in der Kehlkaserne; 1939: Heim der Hitlerjugend; während des Zweiten Weltkrieges: Kriegsgefangenenlager, ein Mieter; 1951: 17 Mieter, davon zwei Gärtner; 1961: fünf Mieter und Gartenamtsunterkunft, Abbruch nach 1964; heute: keine Spuren im Gelände sichtbar.
Fort II, (Longerich), Militärringstraße 341, zwischen Bergheimer Weg und Heimersdorfer Straße; nordwestlich des Schnittpunktes Bergheimer Weg und Militärring; 1874–1877: erbaut; Oktober 1921: zum Teil geschleift; 1923: Planung als Erholungsstätte mit Volkswiese unter Erhalt der Kehlkaserne und der Kehl- und Flankengräben mit Stützmauern nach Entwurf von Fritz Encke (laut Denkschrift Encke, S. 48: Die vorläufig noch nicht ausgebauten Räume des Fort II, in denen bis jetzt nur eine Wohnung und eine Turnhalle ausgebaut sind, würden dann als Unterkunftsräume für Jugendvereine Verwendung finden können.); 1927–1933: Gottesdienstraum der Evangelischen Gemeinde Nippes; 1930: zugleich Turnhalle der städtischen Volksschule, ein Mieter(Gärtner); 1933: Reichsarbeitsdienst; 1939: ein Mieter; während des Zweiten Weltkrieges: Kriegsgefangenenlager; ab 1945: Sammellager für ausgebombte Kölner; 1951: 14 Mieter; 1966: Abbruch; heute: Spuren der ehemaligen Geländeformationen noch schwach erkennbar.
Lage (geschätzt): 51° 0′ 6,7″ N, 6° 54′ 32,5″ O
Zwischenwerk IIb, (Longerich), zwischen Lindweiler Weg und Escher Straße: nordwestlich des Schnittpunktes Lindweiler Weg und Militärring; 1876–1878: erbaut; 1920/21: zum Teil geschleift; 1923: Umnutzung zur Sportanlage (ein Fußball-, ein Hockey- und zwei Schlagballplätze); 1926: Sportanlage fertiggestellt; 1961: Kehlkaserne nicht mehr vorhanden; heute: Spuren der Kehlkaserne in Geländeerhöhung sichtbar.
Fort III, (Ossendorf), nördlich des Nüssenberger Hofs; nördlich des Schnittpunktes Nüssenberger Weg und Militärringstraße, Oktober 1874–1876: erbaut; 1920/21: zum Teil geschleift, das heißt Erhalt der Kehlkaserne sowie der Kehl- und Flankengräben mit Stützmauern; 1923: Planung einer Erholungsstätte mit einer Volkswiese nach dem Entwurf von Fritz Encke, laut Denkschrift von Encke, S. 50, sind die Räume der erhaltenen Kehlkaserne vorläufig nicht auszubauen, sondern sie nur gegen unberufenes Eindringen zu sichern; 1931: Umgestaltungsentwurf von Theodor Nußbaum; 1932/33: Fertigstellung der Grünanlage; 1965: zwei Mieter; Ende 1965: Sprengung zu Übungszwecken der Pioniere der Bundeswehr; heute: Spuren der ehemaligen Geländeformation und herumliegende Mauerwerksreste sichtbar.
Lage (geschätzt): 50° 59′ 12,8″ N, 6° 51′ 41,3″ O
Zwischenwerk IIIb, (Ossendorf), südlich des Nüssenberger Hofes; 1875–1877: erbaut; 1920–1921: zum Teil Erhalt der Kehlkaserne und der Kehlgrabenmauer; 1923: Umgestaltungsentwurf der Grüngestaltung unter Beibehaltung der Glacisbepflanzung von Fritz Encke; 1925: Eröffnung der Tageswaldschule II mit Schulräumen im Freien; 1930: Städtische Waldschule, ein Mieter (Lehrer); 1951ff.: Städtische Waldschule Nüssenbergerbusch, ein Mieter (Hausmeister); 1973: ein Mieter, Vereinsräume; 1991: Boklemünder Musik- und Trompetercorps, Bocklemünder Musikcorps, Rockmusikgruppe der Falken und Musikgruppe der Funkamateure; heute: Vereinsräume der Funkamateure und Vereinsheim mit Vortrags und Ausstellungskasematten der Arbeitsgemeinschaft Festung Köln e. V., erhalten: Kehlkaserne, südliches Teilstück des Kehlgrabens erkennbar, Flankengraben in veränderter Form.
Lage:

Zwischenwerk III B
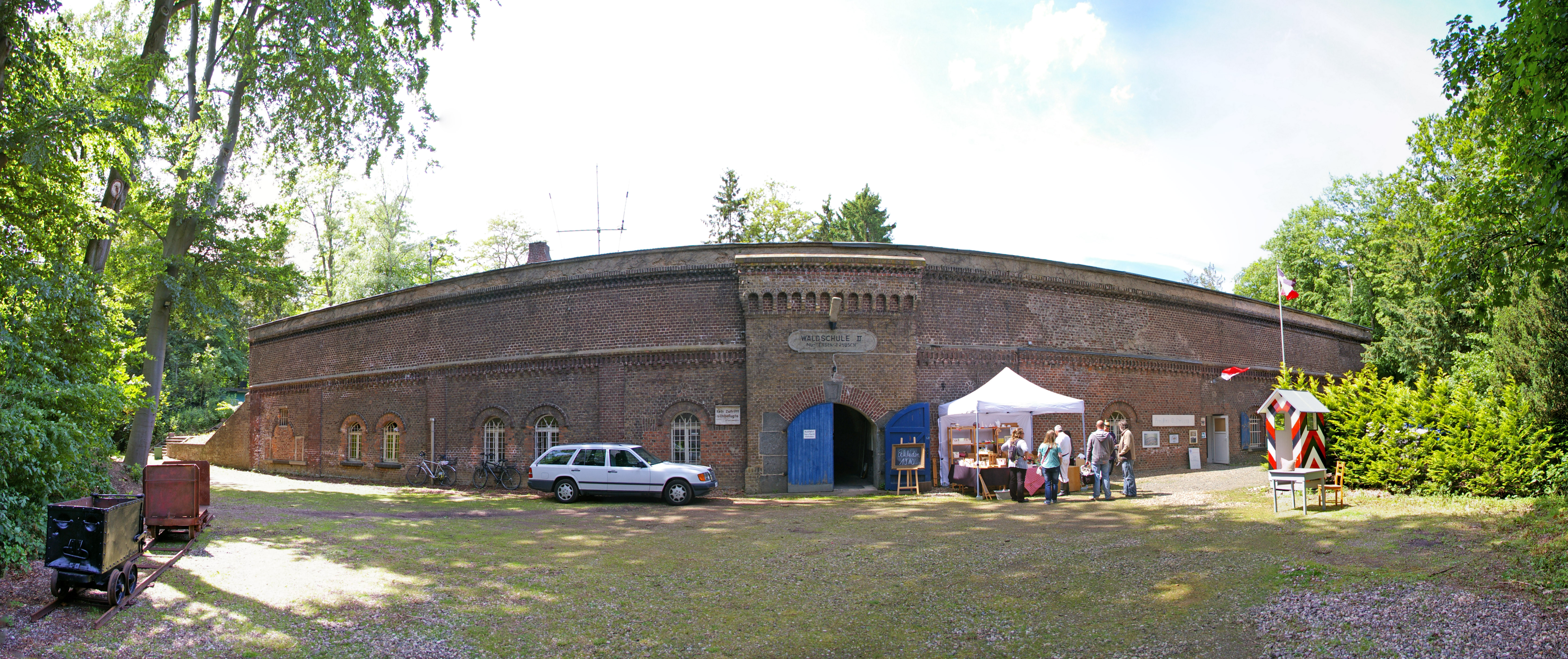
Zwischenwerk III b Panorama

Zwischenwerk IVa, (Bocklemünd), nördlich der Einmündung Mühlenweg; 1875–1877: erbaut; 1920–1921: zum Teil geschleift, allerdings steht in einer Unterlage der 1920er Jahre, HstAK 902/168/1: völlige Zerstörung. Einebnung und Errichtung von Sportanlagen, Sportflächen nach Entwurf von Fritz Encke um 1923; um 1965: Schleifung; heute geringe Reste der Schultergräben im Gelände sichtbar.
Fort IV, (Bocklemünd), Freimersdorfer Weg; März 1874–1876: erbaut; 1921/22: zum Teil geschleift, laut einer Unterlage der 1920er Jahre, HstAK 902/168/1: Erhalt der Kehlkaserne, Herrichtung der Trümmerfelder zu einer Sportanlage; dazu Encke, Denkschrift, S. 51: Die Räume der Kaserne sind in der Mehrzahl als Umkleideräume für Sporttreibende, die weiteren als Turnhalle und als Räume für die Bedürfnisse des dort angebrachten Kinder-Luftbades, sowie als Wohnung für Aufseher ausgebaut; 1923: Umgestaltungsentwurf: Fritz Encke; 1924/25: Ausführung: Sportanlage des Postsportvereins, Städtische Gartenbau- und Freiluftschule, Städtisches Gartenbauverwaltungsamt Bezirk 5, zwei Mieter, davon ein Gärtner; 1939: Postsportverein e. V., Städtische Gartenbauverwaltung Bezirk 5, ein Mieter (Verwalter); 1939–1945: im ehemaligen Erdgeschoss: Flugabwehrzentrale für den Großraum Köln, Obergeschoss: Unterkunft der Mannschaften und Offiziere der Flugabwehrzentrale; nach 1945: Notunterkünfte; 1951 Postsportverein Köln, vier Mieter; vor 1960: unter anderem auch Geflügelzucht; 1961: Champignonzüchterei, ein Mieter, zwei Tischlereien; 1965: Sportanlagen des Postsportverein Köln e. V., sechs Mieter; 1978: Sportplatz des Postsportvereins Köln e. V., zwei Mieter (davon ein Clubwart); 1980er Jahre-2008 Vereinsräume der Telekom- und Postsportgemeinschaft e. V. sowie sonstige Vereinsräume, Lagerräume und Werkstätten der Stadt Köln; heute: Vereinsräume, Schlossereibetrieb; heute erhalten: Kehlkaserne, Ansätze der Flankengräben und wälle, Zugangsbrücke und -weg.
Lage: 50° 58′ 16,7″ N, 6° 51′ 40,5″ O

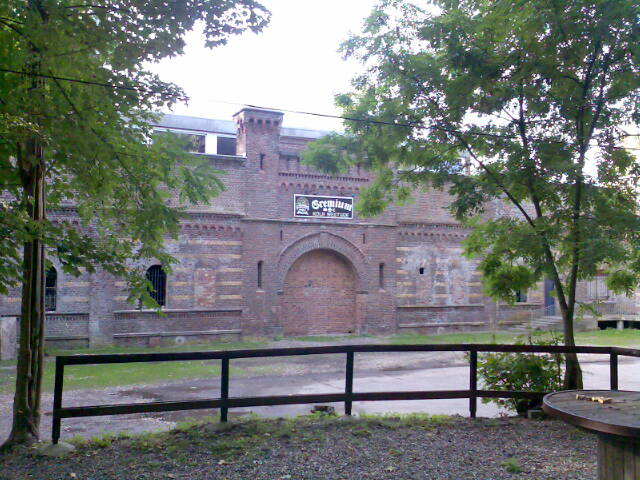
Fort IV an der Eisenbahnstrecke Köln-Venlo
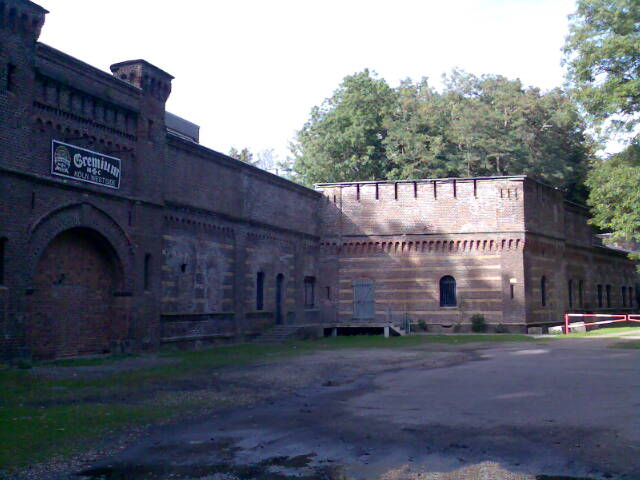
Fort IV, Blick in den teilweise zugeschütteten Kehlgraben
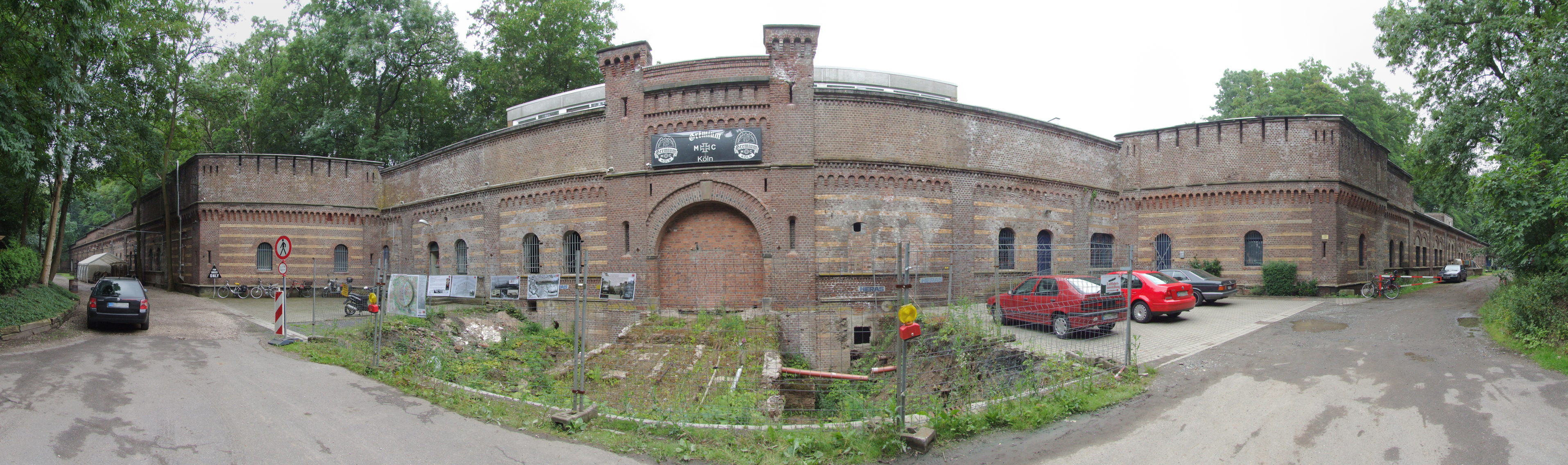
Fort IV Panorama

Zwischenwerk IVb, (Vogelsang), Belvederestraße, östlich Max-Planck-Institut; 1875–1877: erbaut, laut einer Unterlage der 1920er Jahre, HstAK 902/168/1: Erhalt der Kehlkaserne sowie der Flanken und Kehlgräben mit Grabenstützmauern, Errichtung einer Erholungsstätte mit Volkswiese; dazu Encke, Denkschrift S. 52: Die Räume der Kaserne sind nicht ausgebaut, sondern nur gegen Eindringen gesichert.; 1923: Umgestaltungsplan: Fritz Encke; um 1923: Fertigstellung; um 1962: Beseitigung; heute: geringe Spuren der Kehl- und Flankengräben sowie -wälle in Geländeformation erkennbar.
Zwischenwerk Va, (Müngersdorf), Belvederestraße 151, nördlich Haus Belvedere; 1875–1877: erbaut; 1920/21: zum Teil geschleift, zunächst geplant laut HstAK Akte 36/1, mittels Notstandsarbeiten Kehlkaserne zu einer Milchwirtschaft mit einer Meierei auszubauen, laut einer Unterlage der 1920er Jahre, HstAK 902/168/1: Erhalt der Kehlkaserne sowie der Flanken- und Kehlgräben mit Grabenstützmauern, Errichtung einer Erholungsstätte mit Volkswiese; 12924 Waldschule angelegt und 1925 eröffnet; 1927/28: erweitert um Spielwiese, Turn- und Sportplatz sowie Sandbecken nach dem Entwurf von Theodor Nußbaum; 1939: Städtische Gartenbau-Freiluftschule; 1951: drei Mieter, davon ein Gärtner; 1965: Städtische Freiluft- und Gartenarbeitsschule, ein Mieter (Gärtner); 1978: Städtische Freiluft- und Gartenarbeitsschule; heute: Freiluft- und Gartenschule (Freiluga), bemerkenswert: Lehr- und Felsengarten, erhalten: Kehlkaserne und an den Kehlpunkten Flankengräben noch erkennbar.
Lage (geschätzt): 50° 56′ 55,8″ N, 6° 52′ 7,2″ O
Fort V, (Müngersdorf), östlich des Walter-Binder-Wegs und westlich der Eschenallee; Januar 1874–1876: erbaut; 1921–1922: zum Teil geschleift, laut einer Unterlage der 20er Jahre: Erhalt der Kehlkaserne und der Kehl- und Flankengräben mit Stützmauern, Herrichtung des Werkes als Erholungsstätte mit Volkswiese; dazu Denkschrift Encke, S. 54: Das jetzt noch als Gefängnis benutzte Fort V soll eine Erholungsanlage für Müngersdorf aufnehmen; 1923: Umgestaltungsentwurf: Fritz Encke: Erholungsstätte mit Volkswiese und Sportflächen; 1930: Entwurf: Theodor Nußbaum als grünes Fort mit Sportanlage; 1939–1945: Sammellager für Kölner Juden vor dem Transport in die Vernichtungslager; um 1962: Abbruch; heute: geringe Spuren der Kehlkaserne in der Geländemodellierung und im Pflanzenwuchs, Gedenkstein mit Skulptur "Wand".50° 56′ 34,8″ N, 6° 52′ 15,2″ O
Zwischenwerk Vb, (Müngersdorf), Stadiongelände zwischen Schwimm- und Reitstadion; 1875–1877: erbaut; 1921: zum Teil geschleift, laut einer Unterlage der 20er Jahre, HstAK 902/168/1: Erhalt der Kehlkaserne und Herrichtung eines Luft- und Lichtbades; 1923: Entwurf: Fritz Encke; nach 1945: Studentenwohnheim; um 1970: Abbruch; heute: keine Spuren im Gelände.
Zwischenwerk VIa, (Lindenthal), nördlich der Dürener Straße, in der Nähe des Heinrich-Stevens-Weges; 1875–1887: erbaut; 1921: zum Teil geschleift, laut einer Unterlage der 20er Jahre, HstAK 902/168/1: Erhalt der Kehlkaserne, Herrichtung der Trümmerfelder zu Sportplätzen; 1923: Entwurf: Fritz Encke:Sportanlage, Spielwiese; bis 1958: Notunterkünfte; um 1959: Sprengung; heute keine Spuren im Gelände.
Fort VI, (Lindenthal), nördlich der Gleuler Straße; 1873–1876: erbaut, genutzt von Fuß-Artillerie-Regiment 9; 1921: zum Teil geschleift, laut einer Unterlage der 20er Jahre, HstAK 902/168/1: Planung: Erhalt der Kehlkaserne und der Grabenstützmauer Einrichtung einer Tageswaldschule; dazu Enckes Denkschrift (S. 59): In der Kaserne sind vorläufig nur 2 Wohnungen ausgebaut. Nach Fertigstellung der hier geplanten 10 Sportplätze werden für die Hälfte davon hier weitere Räume hergerichtet werden. Der Rest wird Verwendung finden für die Bedürfnisse der Volkswiese.; 1923: Entwurf: Fritz Encke; Ziergarten auf der Kehlkaserne und Felsengarten im nördlichen Graben, Volkswiese; 1923 und 1927: Ausführung: 1930: zwei Mieter (Gärtner); 1939: zwei Mieter, davon ein Gärtner; Zweiter Weltkrieg: Notunterkünfte, dreigeschossige Betten; 1951 17 Mieter; 1965: elf Mieter; 1971: Nutzung durch Grünflächenamt und drei Sportvereine; seit Ende der 1970er Jahre: Rockgruppen, Bildende Künstler; Grünflächenamt; 1979: Aufbauten auf der Kehlkaserne; 2000: Sanierungsarbeiten im Felsengarten durch Rheinischen Verein für Denkmalpflege und Landschaftsschutz mit dem Hildegard-von-Bingen-Gymnasium; heute: erhalten: Kehlkaserne, nördlicher Flanken- und Kehlgraben in veränderter Form, Lage der Facen durch Baumbewuchs erkennbar.
Lage: 50° 54′ 52,5″ N, 6° 53′ 28,8″ O
Zwischenwerk VIb, (Sülz), Nähe Berrenrather Straße; 1875–1877: erbaut; 1921: zum Teil geschleift, laut einer Unterlage der 20er Jahre, HstAK 902/168/1: Erhalt der Kehlkaserne, Herrichtung der Trümmerfelder zu Sportplätzen; 1923: Entwurf von Fritz Encke als „grünes Fort“ mit Sportanlagen und Volkswiese; 1923–1927: Ausführung; 1930: Arbeitersportverein Frischauf Sülz 03, ein Mieter; 1930er Jahre: laut Zeitungsbericht Reichsarbeitsdienst; 1939: Spielverein Sülz 07, zwei Mieter, davon ein Gärtner; 1948: Fusion von Sülz 07 mit Kölner Ballspielclub zu 1. FC Köln; 1951: Gaststätte; 1953: Beginn der Umbaumaßnahmen; 1965: Klubhaus des 1. FC Köln; heute: Sportanlagen des 1. FC Köln: Geißbockheim, stark umgebaut; heute: Teile der Kehlkaserne erhalten im Keller des Klubhauses.
Zwischenwerk VIIa (Klettenberg), südlich des Schnittpunktes Luxemburger Straße/Militärring; 1876–1878: erbaut; 1921: zum Teil geschleift, laut einer Unterlage der 20er Jahre HstAK 902/168/1: Erhalt der Kehlkaserne, Herrichtung der Trümmerfelder zu Sportplätzen; dazu Denkschrift Encke (S. 61): Im Anschluss an das Werk eine Sportplatzgruppe; 1923: Entwurf: Fritz Encke; 1930: Kölner Ballspielclub; 1930er Jahre: laut Zeugenbericht: Reichsarbeiterdienst; 1939: Kölner Ballspielclub e. V., Gaststätte, zwei Mieter; 1951: drei Mieter; 1961: laut einer Unterlage des Stadtkonservators zerstört; heute: keine Spuren im Gelände.
Fort VII (Zollstock), östlich der Bundesbahnlinie nach Trier; März 1874–1877: erbaut, genutzt von Fuß-Artillerie-Regiment 9, laut einer Unterlage der 20er Jahre, HstAK 902/168/1: Erhalt der Kehlkaserne; Herrichtung der Trümmerfelder zu einer Sportanlage; 1923: Umgestaltungsentwurf von Fritz Encke zum grünen Fort mit Sportanlage; um 1926: Anlage von Schrebergärten; 1930: Fußballclub Borussia, Junggesellenverein St. Bruno; 1939: Schießstand, drei Mieter; Zweiter Weltkrieg: Flakstellungen, Unterbringung von ausländischen Zwangsarbeitern; 1943/44: Luftschutzbunker; nach 1945: Lagerräume, Holzhandlung, Autoverwertungen, Kleinmotorenreparaturdienst, Elektrowerkstatt; 1951: 21 Mieter; 1965: 19 Mieter; 1978: 14 Mieter; 1980er Jahre ff.: verschiedene Gewerbebetriebe (vgl. nach 1945); 1999ff.: Planung einer Hotelanlage mit Wellnessanlagen auf der Grundlage der Rekonstruktion aller Teile des Forts; heute Leerstand (Eigentum der Bundesbahn); heute erhalten: Kehlkaserne, Flankenwälle in geringen Spuren erkennbar.
Lage:50° 53′ 44,2″ N, 6° 55′ 30,4″ O

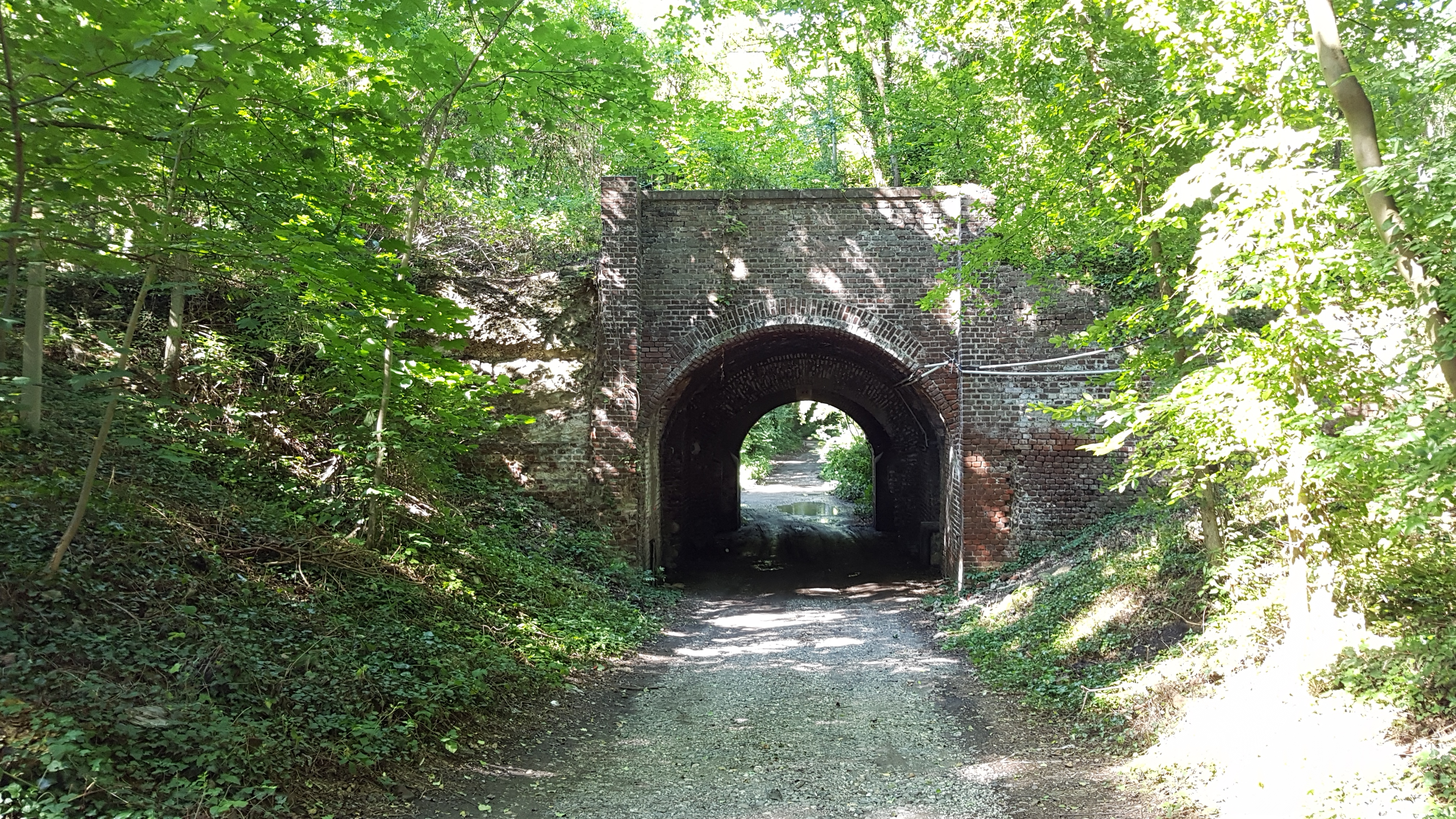
Fort VII in Zollstock

Zwischenwerk VIIb (Zollstock), nahe der Brühler Straße, westlich des Leichwegs und südlich der Militärringstraße; 1876–1878: erbaut; 1921: zum Teil geschleift, laut einer Unterlage der 20er Jahre, HstAK 902/168/1: völlige Zerstörung. Einebnung und Errichtung einer Erholungsanlage; 1923: Entwurf von Fritz Encke: Erholungsanlage mit Spielwiese; heute: geringe Spuren der Flankengräben erkennbar.
Zwischenwerk VIIIa (Raderthal), östlich der Hitzelerstraße; 1876–1878: erbaut; 1921 zum Teil geschleift, laut einer Unterlage der 20er Jahre, Erhalt der Kehlkaserne, Herrichtung der Trümmerfelder zu Sportplätzen; 1923: Umgestaltungsentwurf von Fritz Encke: grünes Fort mit Sportanlage: 1930: Kölner Spielverein Victoria e. V., ein Mieter (Platzwart); um 1960: gesprengt; heute: keine Spuren im Gelände.
Fort VIII (Marienburg), westlich des Schillingsrotter Wegs; 1875–1878: erbaut, genutzt von Fuß-Artillerie-Regiment 7; 1922:zum Teil geschleift, laut einer Unterlage der 20er Jahre,: Volks- und Spielwiese, Luft- und Lichtbad für Kinder; dazu Denkschrift Encke (S. 64): Das hochgelegene Fort VIII […] steil zum Golfplatz abfallende Glacis. Fort VIII soll eine Erholungsanlage werden; 1923–1925: Ausführung; 1927/28: überarbeiteter Entwurf von Theodor Nußbaum: Frei-, Luft- und Gartenschule; nach 1945: Bombenlager des Kampfmittelräumdienstes; 1951: 18 Mieter; um 1975: Übererdung der Kehlkaserne; heute: Golfplatz, Spuren des Kehlgrabens und des östlichen Flankengrabens in Geländeformation erkennbar.
Zwischenwerk VIIIb (Marienburg), nordöstlich der Konrad-Adenauer-Straße; 1876–1878: erbaut, geringfügige Schleifungsarbeiten, laut Enckes Denkschrift (S. 65): »Wenn es die Art der Sprengung gestattet, soll hier der Eindruck der alten Befestigungsanlage möglichst gewahrt bleiben. … Diese Stelle ist der geeignete Ort für eine kleinere Gaststätte.« Adenauer plante hier eine Restaurationsanlage für die Erholungsanlage; um 1926: gärtnerischer Entwurf von Fritz Encke; 1927: Ausführung mit Veränderungen von Theodor Nußbaum, nachkriegszeitliche Nutzung durch das Grünflächenamt; seit 1985: Skulpturenpark in den Außenbereichen; ansonsten heute: Kölner Festungsmuseum (CRIFA); das am besten erhaltene Werk im äußeren Festungsgürtel, geschleift sind nur die Kaponieren an den Schulterpunkten, an und auf der Kehlkaponiere verläuft die in den 1920er Jahren erstellte Treppe, dachgartenartige Ziergartenanlage auf dem 1927 neu terrassierten Bodenniveau oberhalb des Zwischenwerks mit seinem erhaltenen, von Mauern eingefassten Facen- und Frontgraben.
Lage: 50° 53′ 56″ N, 6° 58′ 57″ O

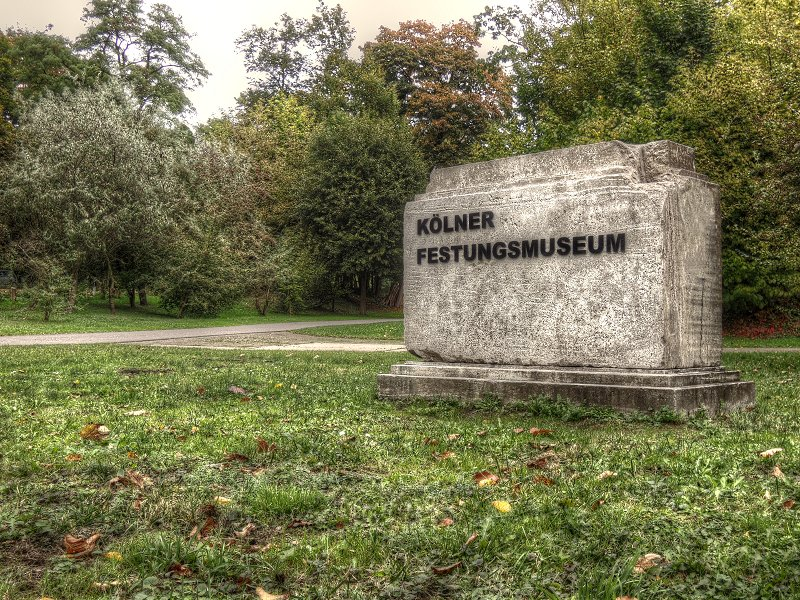
Zugang zu Parkanlage und Festungsmuseum
Portal des Zwischenwerkes VIII B
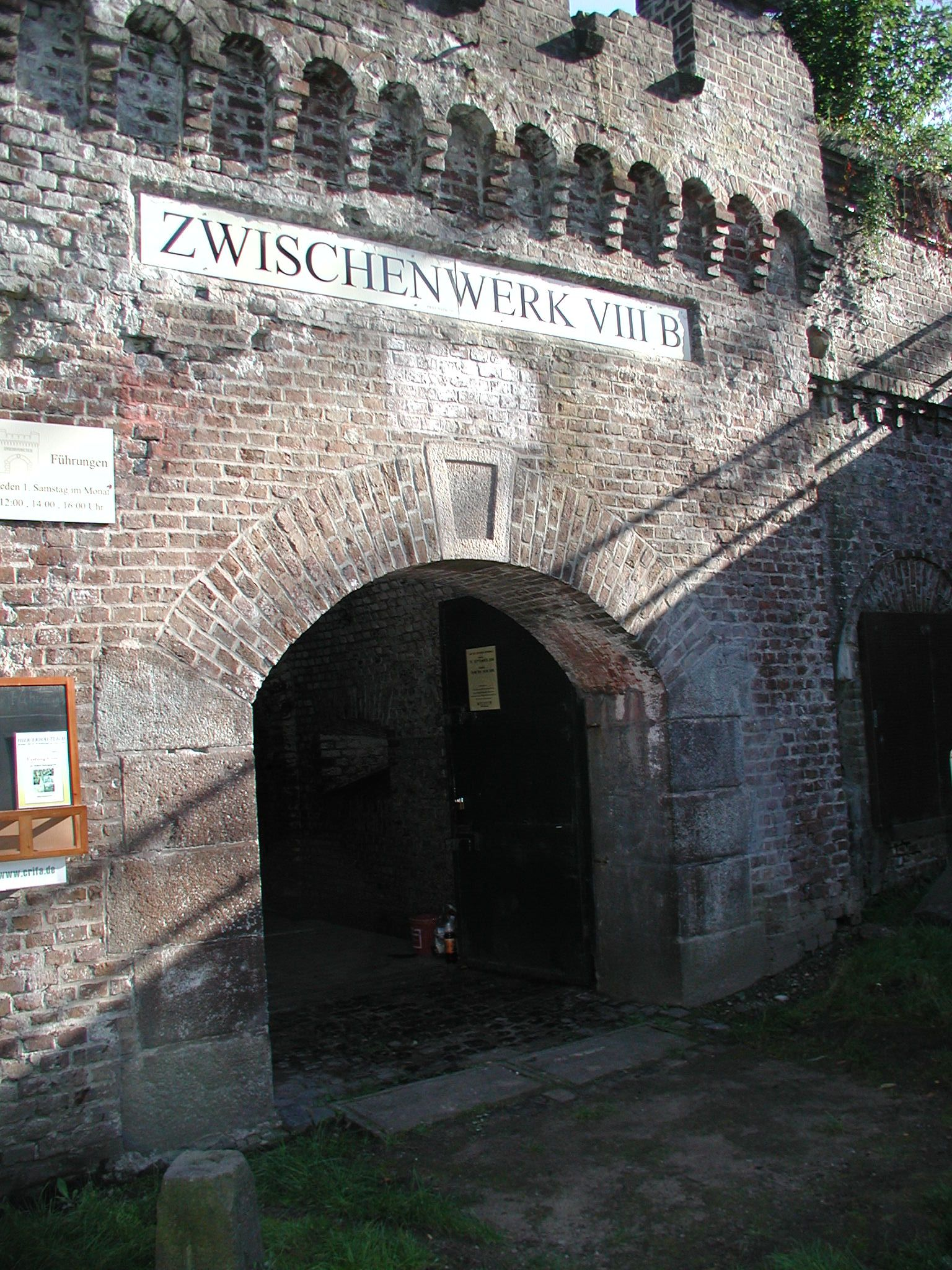
Zwischenwerk VIII B in Köln-Marienburg
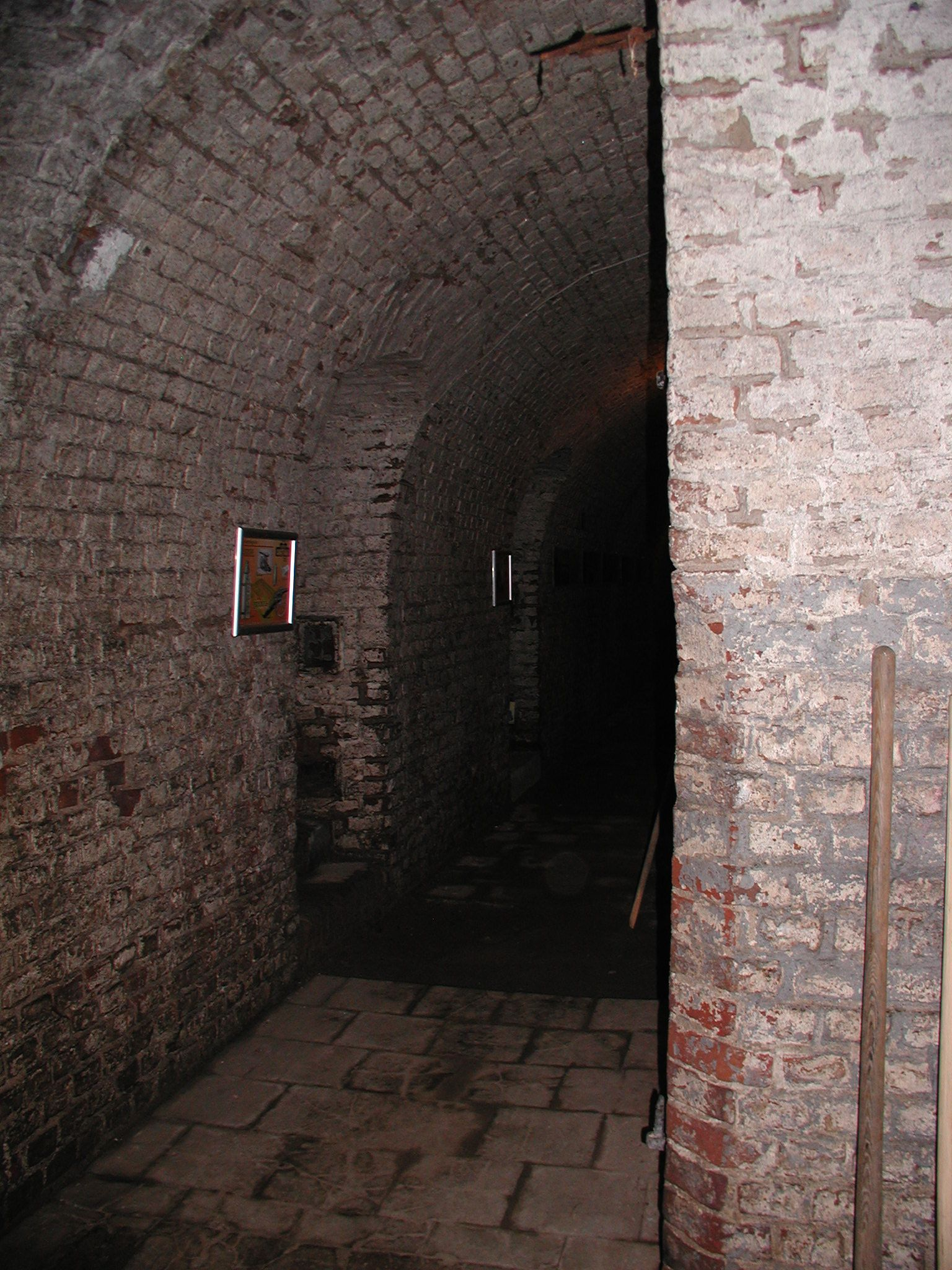
Inneres des Zwischenwerkes VIII B
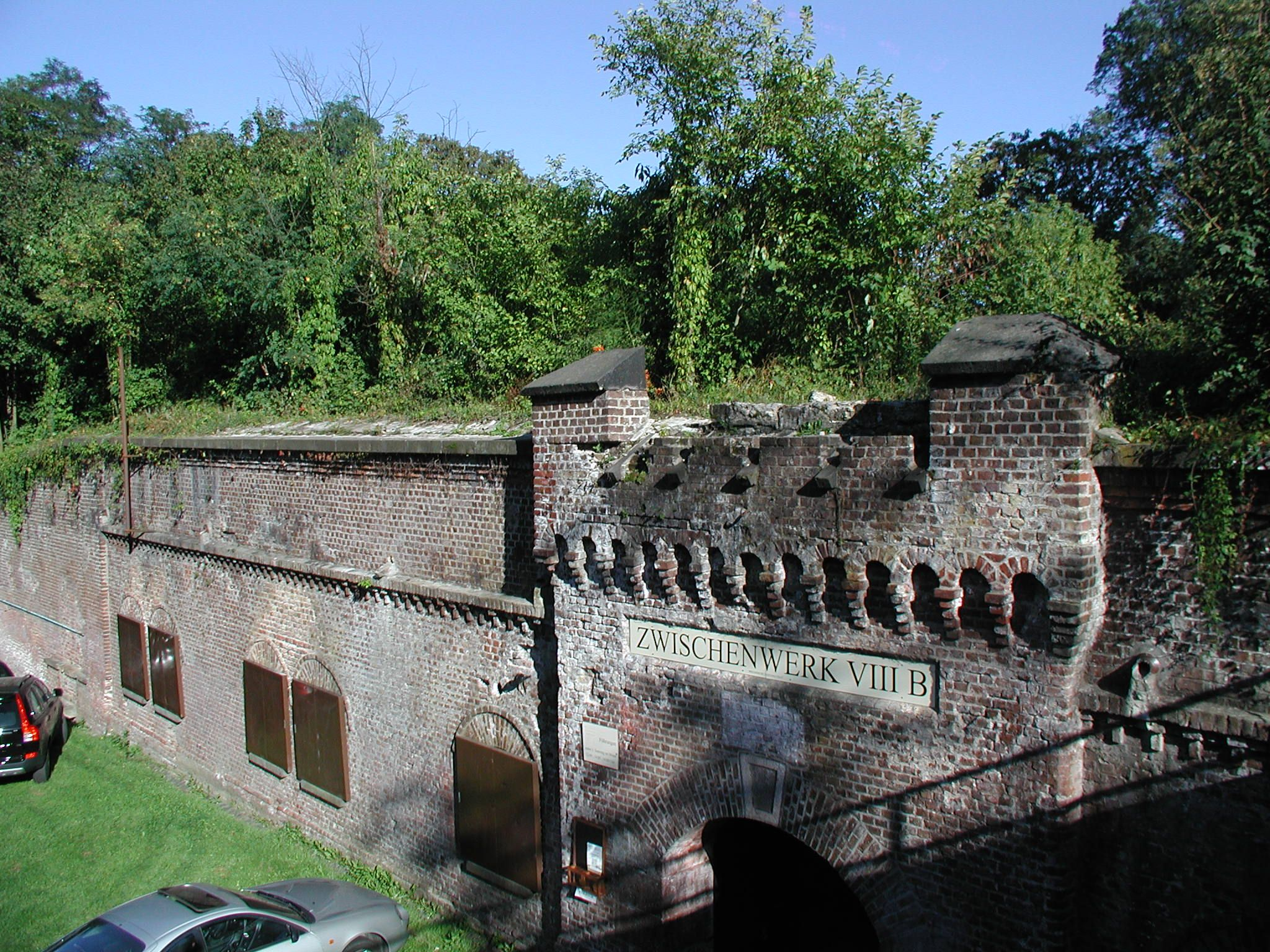
Zwischenwerk VIII B

#### Deportationslager Köln-Müngersdorf im Fort V (1941–1945)

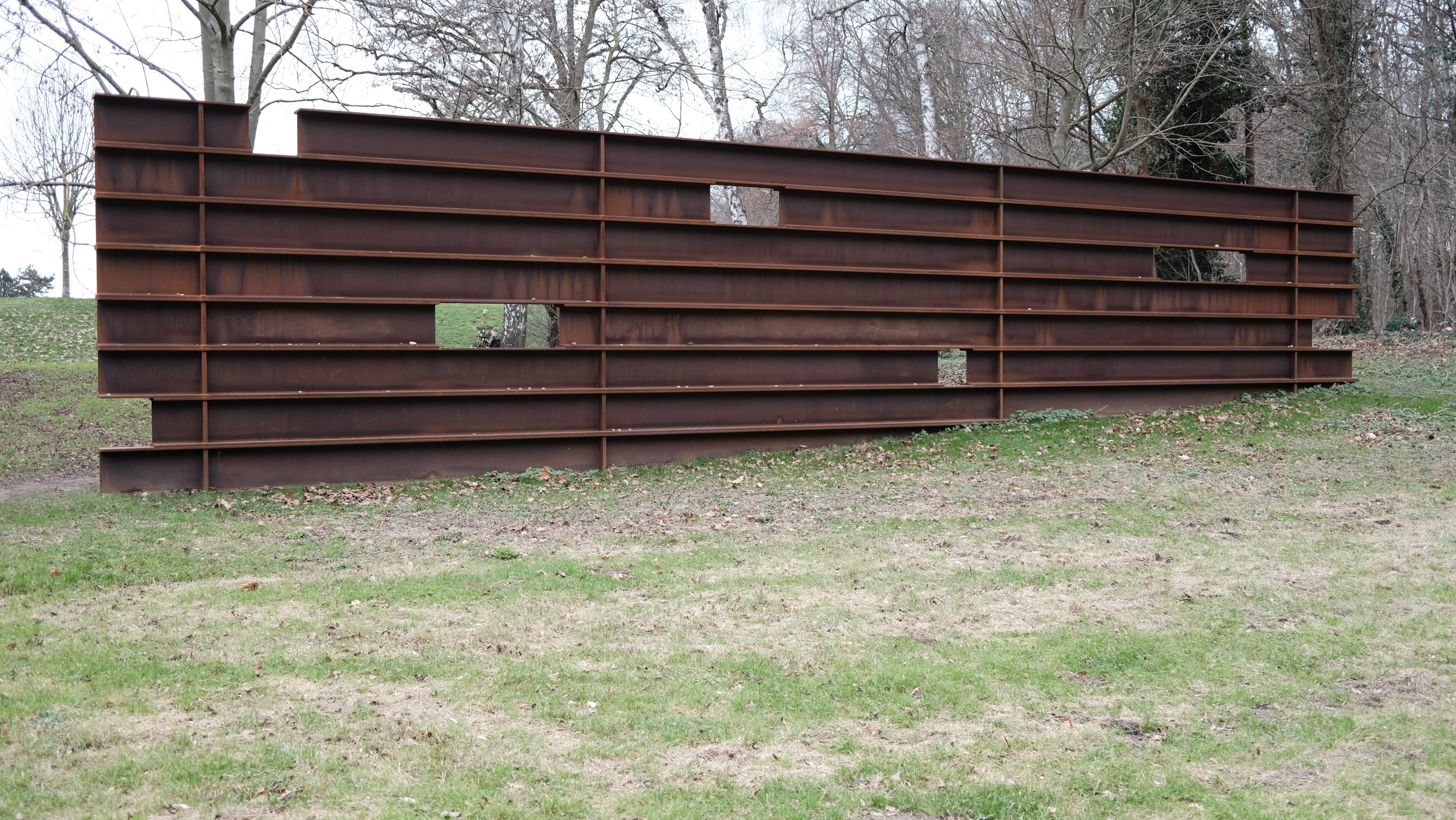
Skulptur „Wall“ von Simon Ungers, 2020 am Gedenkort Deportationslager Köln-Müngersdorf errichtet (Standort ehemaliges Fort V am äußeren Grüngürtel), Foto von 2023

Während der nationalsozialistischen Diktatur wurde das Gelände des am Außenring gelegenen und schon zuvor als Garnisonsgefängnis dienenden Forts V als Sammellager für die in der Stadt lebenden Juden verwendet, um diese anschließend in die Ghettos und Vernichtungslager zu verschleppen.
Genauere Nachforschungen in Köln-Müngersdorf ergaben, dass die Menschen in Baracken auf dem an das Fort angrenzenden Sportplatzgelände sowie im Bereich der heutigen Schrebergärten untergebracht waren, nicht jedoch in der Kehlkaserne selbst. Diese wurde zum Teil von der Wehrmacht als Materiallager genutzt, später diente sie der Müngersdorfer Bevölkerung auch als Luftschutzbunker. Das Fort wurde in den 1960er Jahren beseitigt. Seit 1981 erinnerte ein Findling mit einer kleinen Gedenktafel an das Lager. 2020 wurde hier der Gedenkort Köln-Deportationslager Müngersdorf mit der Skulptur „Wall“ von Simon Ungers eingerichtet.

### Äußerer Festungsring rechtsrheinisch
Zwischenwerk IXa (Westhoven), Westhovener Aue, südlich der Kölner Straße; 1877–1878: erbaut; 1922 zum Teil geschleift; 1951–1995 inmitten des belgischen Militärgeländes gelegen und als Lagerraum und Kohlenkeller genutzt; 2004: Planungen für eine Erholungsanlage; 2008: Schließung durch Verplombung; heute: Leerstand, erhalten: Kehlkaserne, nördlicher Kehlgraben in etwa erkennbar.
Lage: 50° 54′ 6,4″ N, 7° 0′ 18,5″ O

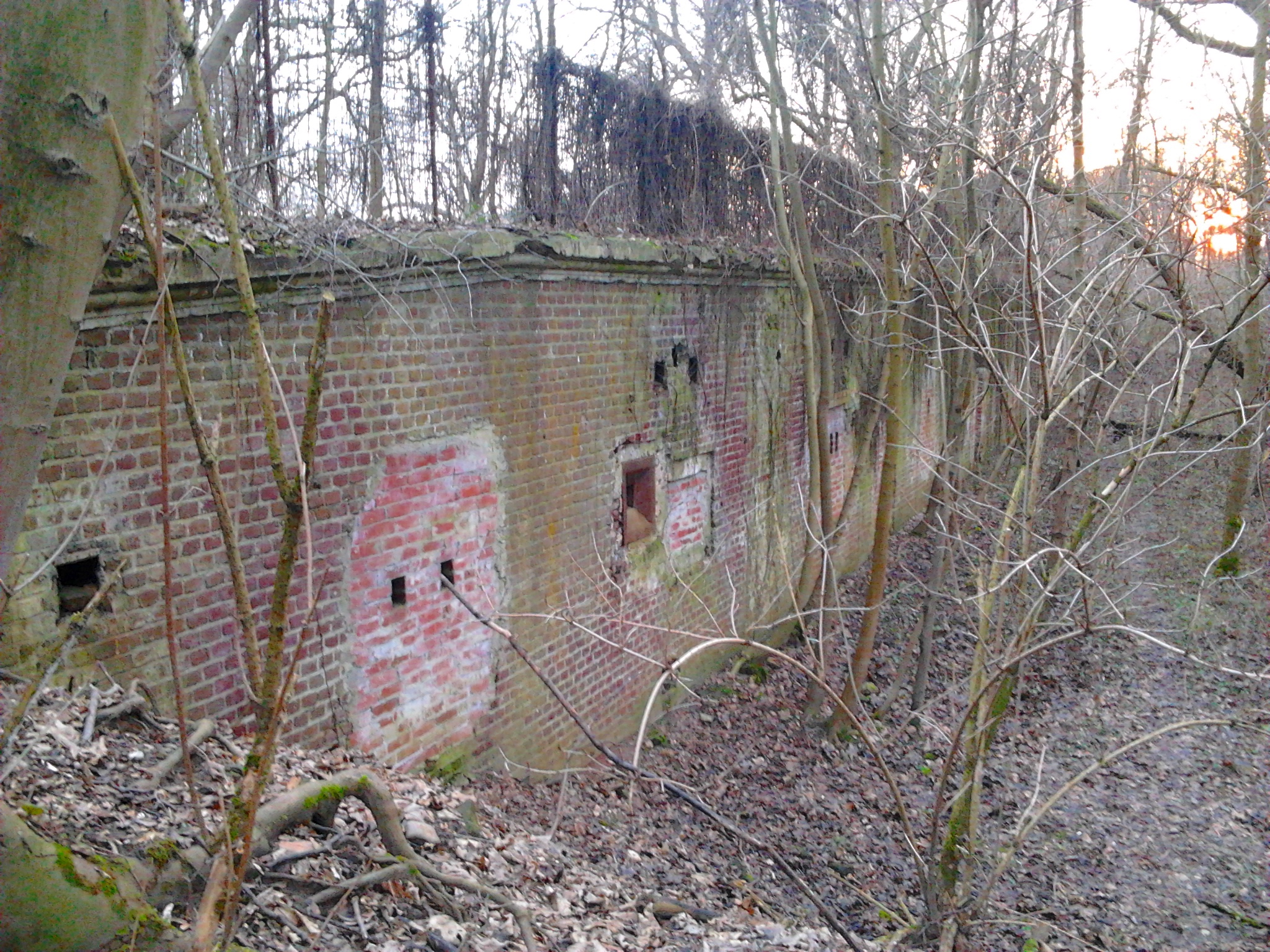
Vermauerte Fassade des Zwischenwerks IXa

Fort IX (Westhoven), östlich des Gremberger Rings und nördlich der Kölner Straße; 1877–1880: erbaut; 1922: zum Teil geschleift; 1932: Freiwilliger Arbeitsdienst; 1936–1945 Umbenennung in Lager Hitler; 1933ff.: Reichsarbeitsdienst; ab 1935: Bestandteil der Mudra-Kaserne für das Westhovener Pionier-Bataillon 26; 1951–1955: Teil des belgischen Militärgeländes und der Nutzung als Pferdestall, Vereinsraum der belgischen Pistolenschützen und des belgischen Alpinistenclubs; 1955: Pferdestall; seit 2000: Leerstand, heute erhalten: Kehlkaserne, Blockhaus, Kehlgraben, nordöstlicher Flankengraben, Flankenwälle in Ansätzen und Zugangsweg erkennbar.
Lage: 50° 54′ 35,7″ N, 7° 1′ 17,6″ O
Zwischenwerk IXb (Gremberg), nordöstlich des Autobahnkreuzes Gremberg im Gremberger Wäldchen; 1877–1879: erbaut; 1922: zum Teil geschleift; 1961: ein Mieter, ein Gewerbebetrieb; 2008: Schließung durch Vermauerung der Fassadenöffnungen; heute: Leerstand, erhalten: Kehlkaserne, Wälle und Gräben.
Lage: 50° 55′ 11,2″ N, 7° 1′ 36,7″ O
Zwischenwerk Xa (Vingst), östlich des Vingster Rings, nördlich des Hardtgebuschweges; 1877–1879: erbaut; 1922: zum Teil geschleift; 1923: Umgestaltungsentwurf: Fritz Encke: Freiluft- und Gartenschule; 1926/27: Ausführung; 1951: neun Mieter; um 1956: Sprengung; heute: Bauwerke nicht mehr sichtbar, erhalten: geringe Spuren der Flankengräben und Wallanlagen im Bereich der Schulterpunkte als Geländemodellierung und in Wegeführung erkennbar.
Fort X (Höhenberg), östlich der Frankfurter Straße, südlich des Nohlenweges; 1877–1880: erbaut; 1922: zum Teil geschleift; 1923: Umgestaltungsentwurf: Fritz Encke: grünes Fort mit Volkswiese; 1927/28: Ausführung; Zweiter Weltkrieg: Hauptbefehlsstelle für Luftschutzeinheiten; Nachkriegszeit: Notunterkünfte; um 1970: Nutzung durch das Gartenamt und das Amt für Zivilschutz; seit etwa Mitte der 1980er Jahre: Vereine, heute erhalten: Kehlgrabenmauer, Flankengräben, Teile der Flankenwälle, Zugangsweg, Wegeführung zeichnet ehemaligen Grundriss nach.
Lage: 50° 56′ 18″ N, 7° 2′ 8,5″ O

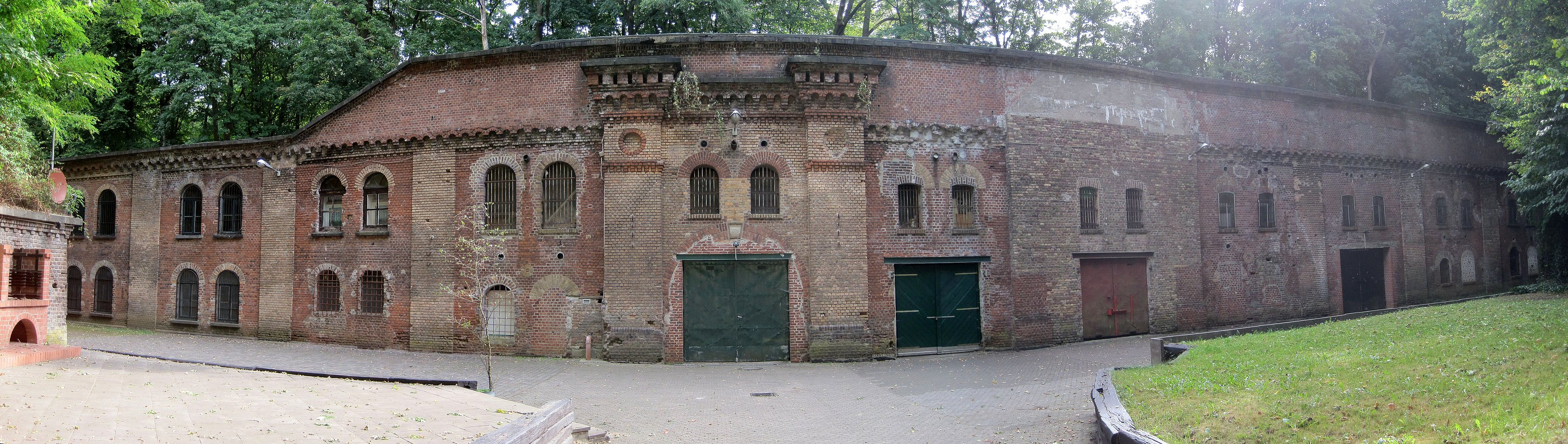
Kehlkaserne Fort X. Das fehlende Ornamentband im zweiten Segment rechts neben dem Tor lässt erkennen, wo sich früher der Kehlkoffer befand.
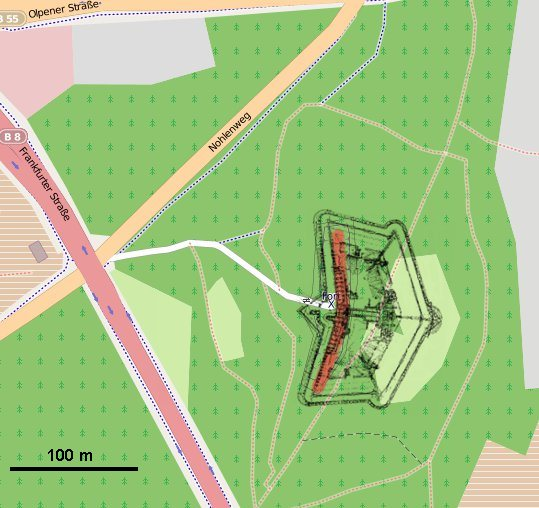
Alter Grundriss, projiziert auf eine aktuelle Karte. Nur der rot markierte Bereich ist heute vorhanden, ohne den in den Kehlgraben hineinragenden Kehlkoffer.

Zwischenwerk Xb (Höhenberg), Merheimer Heide; 1877–1879: erbaut; in den 1920er Jahren: zerstört; heute: keine Spuren mehr sichtbar.
Zwischenwerk Xc (Buchheim), südlich des Schlagbaumwerges, westlich der Autobahn; 1877–1879: erbaut; 1922: zum Teil geschleift; 1948ff.: Pferdestall vom Kölner Zucht-, Reit- und Fahrverein, Aufenthaltsräume, Schreinerei; 1966: Teilsprengung; heute: Sanitärräume des anliegenden Fußballclubs, erhalten: kleines Teilstück der Kehlkaserne.
Lage: 50° 57′ 20,1″ N, 7° 1′ 56,7″ O
Zwischenwerk XIa (Buchheim), Herler Ring 176, nördlich des Gauweges, westlich der Autobahn; 1877–1879 : erbaut; 1922: zum Teil geschleift; 1923: Umgestaltungsplan von Fritz Encke für ein „grünes Fort“ mit Sportanlage; 1923–1925: Ausführung, in den 1920er Jahren: Anbau an die Kehlkaserne (Gastronomiegebäude); seit 1924: Kölner Turngau; seit 1927: Mülheimer Turnverein (MTV); 1939: Turnerheim der Körperschaft Mülheim 1850, Gaststätte; während des Zweiten Weltkrieges: Hilfspolizei; ab 1949: MTV; 1951: Gaststätte, 16 Mieter, davon zwei Gärtner; 1965: zehn Mieter; 1978: Gaststätte; 13. September 2011: Gaststätte geschlossen; heute erhalten: Kehlkaserne, rückwärtig freigestellt, Anbau aus den 1920er Jahren, Spuren der Flankengräben mit anliegenden Wallanlagen beiderseits der Sportplätze.
Fort XI (Buchheim), früher Mülheimer Ring 151, östlich des Mülheimer Rings, nördlich der Piccoloministraße; 1877–1880: erbaut, genutzt von der 7. Kompanie des Infanterie-Regiments 16 (Hacketäuer); 1922: zum Teil geschleift; 1923: Umgestaltungsentwurf von Fritz Encke als Erholungsanlage mit Volkswiese; 1926–1931: Ausführung; 1939: Licht-, Luft- und Sonnenbad, ein Mieter; 1951: 51 Mieter; um 1960: Gartenamt, ein Sportverein; Ende der 1970er Jahre: Pfadfinderheim; heute erhalten: Kehlkaserne, Blockhaus, Kehlgrabenmauer, Flankengräben ohne Mauer sowie Teilstücke der Wälle, ursprünglicher Festungsgrundriss in der Grüngestaltung und Wegeverlauf erkennbar.
Lage: 50° 58′ 18,4″ N, 7° 1′ 33,3″ O
Zwischenwerk XIb (Mülheim), Cottbuser Straße, südlich der Berliner Straße, westlich der Autobahn; 1877–1879: erbaut; 1922: zum Teil geschleift; 1923: Umgestaltungsplan von Fritz Encke als Erholungsanlage; 1927: Ausführung; seit 1969: Musikzug Holweide; heute: Vereinsräume des Jugend-, Musik- und Fanfarencorps Holweide, Gartenamt, erhalten: Kehlkaserne, Flanken- und Frontgraben sowie Wallanlagen als Zieranlage in veränderter Höhenlage gärtnerisch umgestaltet.
Lage: 50° 58′ 39,8″ N, 7° 1′ 19,2″ O
Zwischenwerk XIIa (Bruder Klaus Siedlung), Walliser Weg; 1877–1879: erbaut; 1922: zum Teil geschleift, Umgestaltungsentwurf von Fritz Encke als „Licht- und Luftbad“; 1926–1929: Ausführung; Nachkriegszeit: Notunterkünfte; während der Bauzeit der Bruder-Klaus-Siedlung: Lager, Versammlungsstätte und Wohnungen; 1961: beseitigt im Zuge der Ausgestaltung der Bruder-Klaus-Siedlung; heute: Flankengräben und Wallanlagen in Teilstücken in vagen Umrissen erkennbar.
Fort XII (Stammheim), westlich der Düsseldorfer Straße, nördlich des Stammheimer Rings, Stammheimer Häuschen; 1877–1880: erbaut, genutzt von der 6. Kompanie des Infanterie-Regiments 16 (Hacketäuer); 1922: zum Teil geschleift; 1923: Umgestaltungsplan von Fritz Encke als Luft- und Lichtbad; 1927–1929: Ausführung; Nachkriegszeit: Notunterkünfte; 1961 und 1966: 15 Wohnungen; 1978/77: Übererdung der Kehlkaserne; heute: Grünanlage mit Spuren von Flankengräben und -wällen, Kehlgraben und Fortinnenhof in Geländeformation erkennbar.
Lage: 50° 59′ 33″ N, 6° 59′ 46,2″ O
Zwischenwerk XIIb (Stammheim), Stammheimer Deichweg; 1877–1878: erbaut; 1922: zum Teil geschleift; 1923: Umgestaltungsplan von Fritz Encke als Luftbad; um 1959: beseitigt; heute keine Spuren im Gelände sichtbar.

## Zwischenfeldbauten
Infanteriestützpunkte, 24 Werke beiderseits des Rheins; 1887–1891, 1907–1913, zu Beginn des Ersten Weltkrieges. erbaut; erste Hälfte der 1920er Jahre: Schleifung; erhalten: bemerkenswerte Trümmerreste mit zum Teil erhaltenen Innenräumen: Werk 16: Infanteriestützpunkt Mengenich, Werk A81; Infanteriestützpunkt Stammheim 2 und die in die Grünanlage des Forstbotanischen Gartens eingebundenen Trümmersteine in einer Mulde des Werks 82: Infanteriestützpunkt Hermannshof.
Infanterieräume, 28 Werke beiderseits des Rheins; 1887–1891: erbaut; 1907–1913, zu Beginn des Ersten Weltkrieges, erste Hälfte der 1920er Jahre: Schleifung; erhalten: bemerkenswerte Trümmerreste mit teilweise erhaltenen Innenräumen: Werk A54 oder 55 erbaut zu Beginn des Ersten Weltkrieges.
Artillerieuntertreteräume, 26 Werke beiderseits des Rheins; 1887–1891: erbaut; 1907–1913, zu Beginn des Ersten Weltkrieges, erste Hälfte der 1920er Jahre: Schleifung, nicht mehr sichtbar.
Munitionsräume, 26 Werke beiderseits des Rheins; 1887–1891: erbaut; 1907–1913, zu Beginn des Ersten Weltkrieges, erste Hälfte der 1920er Jahre: Schleifung, erhalten: bemerkenswerte Trümmerreste mit teilweise erhaltenem Innenraum des Werkes 65: Munitionsraum Komar.
Wachttürme, drei Werke, linksrheinisch; 1907–1914: erbaut, erste Hälfte der 1920er Jahre: Schleifung, nicht mehr sichtbar.
Grabenstreichen, sechs Werke, linksrheinisch, Beginn des Ersten Weltkrieges: erbaut; 1921: Schleifung, nicht mehr sichtbar.
Flankierungsbatterien, 15 Werke, beiderseits des Rheins, Beginn des Ersten Weltkrieges: erbaut, erste Hälfte der 1920er Jahre: Schleifung, nicht mehr sichtbar.
Vorfeldstreichen, zwölf Werke, linksrheinisch, Beginn des Ersten Weltkrieges: erbaut; 1921: Schleifung, nicht mehr sichtbar.

## Aktivitäten und Initiativen
- Cologne Research Institute of Fortification Architecture (CRIFA)

Seit Mitte der 1990er-Jahre werden die Kölner Festungsbauten der Preußenzeit erforscht und dokumentiert. Als Ausgliederung wurde ab 2003 das Zwischenwerk VIII b als Kölner Museumsfestung hergerichtet und als eigenständiger Verein Kölner Festungsmuseum e. V. ausgelagert. Die bekannteste öffentlichkeitswirksame Maßnahme der Heimatkunde wie auch der Tourismusförderung bildet der Tag der Forts, der alljährlich mit Unterstützung der Kölner Stadtverwaltung veranstaltet wird.
- Arbeitsgemeinschaft Festung Köln

Die Arbeitsgemeinschaft Festung Köln strebt die Bewahrung der verbliebenen Bauwerke des inneren und äußeren Kölner Festungsrings an. Diese sollen in Zusammenarbeit mit unterschiedlichen Behörden der Stadt Köln und des Landes Nordrhein-Westfalen sowie dem Bundesvermögensamt erforscht, unter wissenschaftlichen Kautelen ausgegraben und wieder instand gesetzt werden.
- Tag der Forts

Der inzwischen internationale Tag des Forts findet alljährlich seit 2003 statt. Analog zum Tag des offenen Denkmals haben Interessierte die Möglichkeit, an diesem Tag kostenlos alle Forts im Rahmen von Führungen zu besuchen. Die Forts werden damit ins Bewusstsein der Bevölkerung gerückt und Geschichte erlebbar gemacht. Im Vordergrund stehen dabei die Architektur und die Stadtgeschichte, weniger das Militär und Waffen. Veranstalter ist die CRIFA in Zusammenarbeit mit dem Kölner Festungsmuseum sowie den einzelnen Städten.
- Fortis Colonia

Der Kölner Verein Fortis Colonia kümmert sich um die Erhaltung der Reste der Kölner Stadtbefestigungen von den Römern bis zu den Preußen. Ziel des Vereines ist es, dieses historische Erbe wieder mehr ins Bewusstsein der Bevölkerung zu bringen und für eine Erhaltung und sinnvolle Verwendung zu sorgen.
- Kölner Festungsmuseum

Das 2004 gegründete Kölner Festungsmuseum befindet sich im Kölner Stadtteil Marienburg, im ehemaligen Zwischenwerk VIIIb. Das Museum bietet zweimal im Monat öffentliche Führungen an.

## Medien
- Frank Beumer: Festung Cöln. DVD. CRIFA, 2004.
- Rheinhard Zeese: 1900 Jahre befestigtes Köln. CD. LEB, Brühl 2006.
- Uwe Zinnow: Kasematten für Köln. DVD, (Arbeitsgemeinschaft Festung Köln e. V.) Center TV Köln, 2006.